# Requiem (Mozart)
Pour les articles homonymes, voir Requiem (homonymie).
La messe de Requiem en ré mineur (KV 626), de Wolfgang Amadeus Mozart, composée en 1791, est une œuvre de la dernière année de la vie de Mozart, mais pas exactement la dernière œuvre du compositeur. Elle n'est de la main de Mozart que pour les deux tiers environ, la mort en ayant interrompu la composition. Elle reste néanmoins une de ses œuvres majeures et emblématiques.
Sa veuve, Constance, demanda tour à tour à Franz Jakob Freystädtler (1761-1841), à Joseph Eybler et à  Franz Xaver Süßmayr de terminer la partition pour honorer la commande, percevant ainsi la rémunération promise sans rembourser l'avance octroyée, et aussi pour réhabiliter la mémoire de son mari en vue d'obtenir une pension impériale. Le Requiem a suscité de nombreuses légendes, tant du fait des circonstances insolites de sa commande que de la difficulté de distinguer exactement ce qui était ou non de la main de Mozart.

## Composition

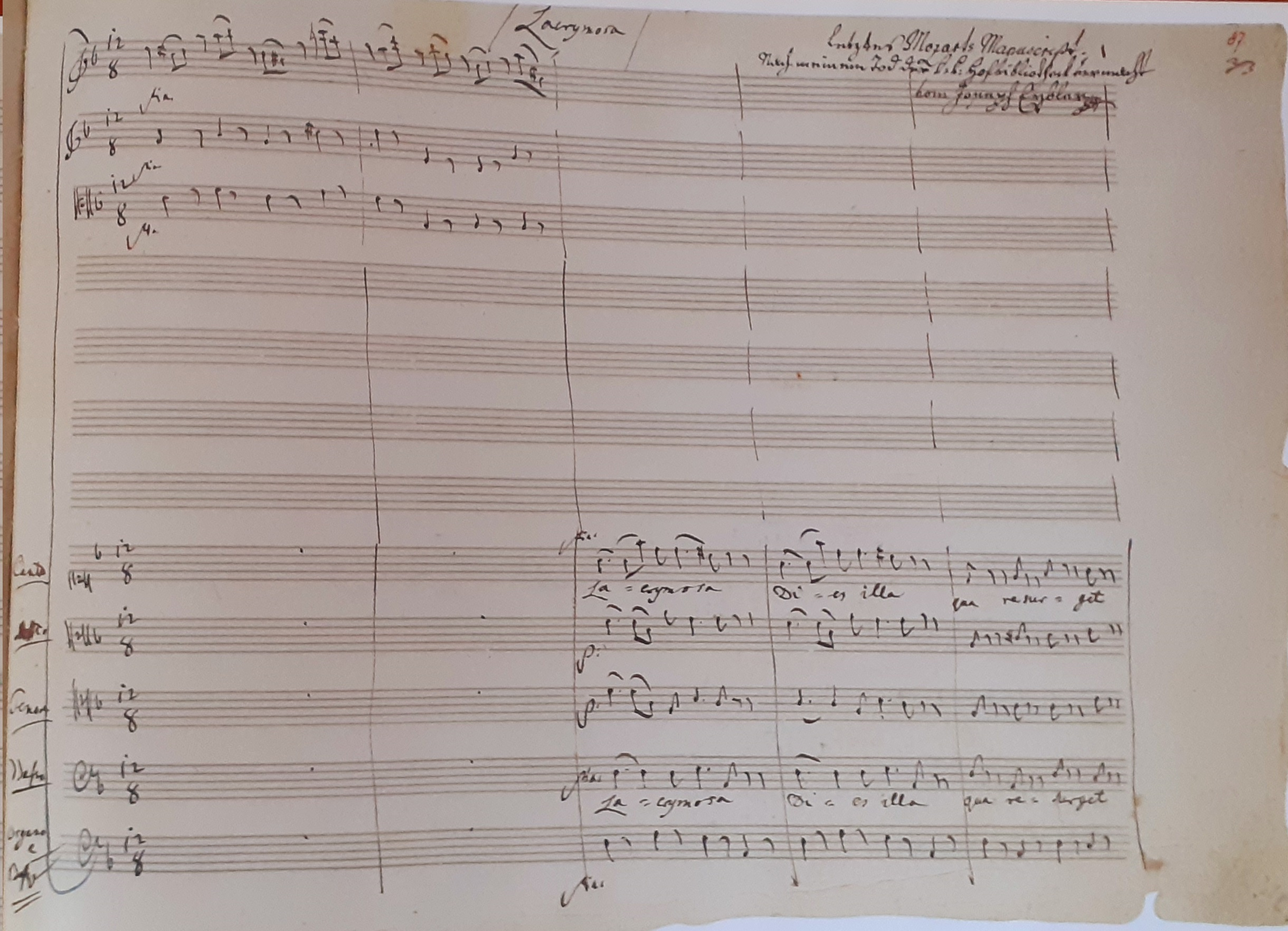
Manuscrit original du Requiem : les cinq premières mesures du Lacrimosa dans la « partition de travail ». En haut à gauche, les parties des cordes de l'introduction, en bas à droite le début de la phrase vocale et du continuo, tous deux de la main de Mozart.

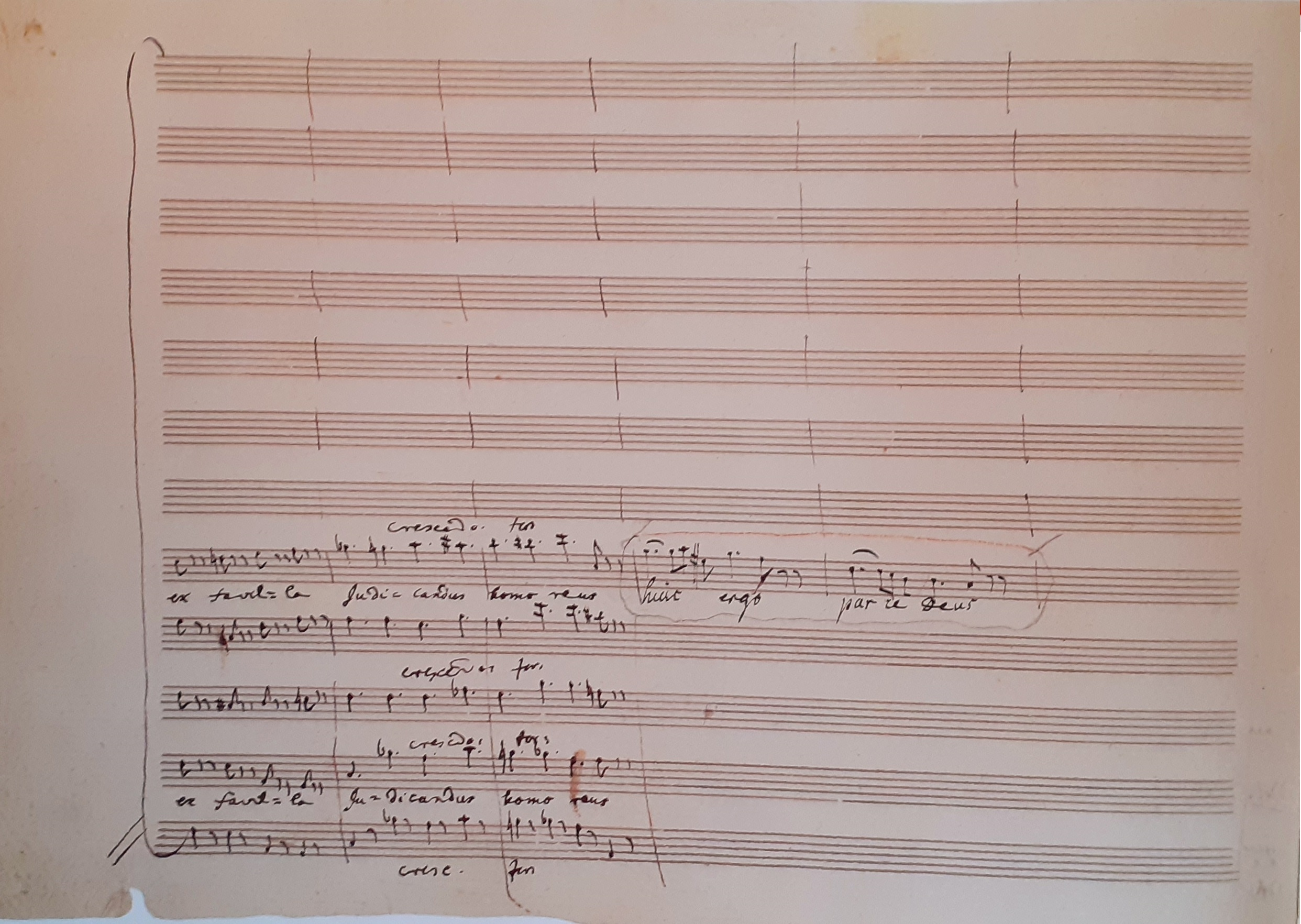
Page suivante : après trois autres mesures, le manuscrit de Mozart s'arrête sur homo reus. La phrase qui débute après (mesures 9 et 10) est de la main d’Eybler.

Dans les années précédant sa mort, Mozart revint vers la musique sacrée largement délaissée après sa séparation d'avec le Prince-archevêque Colloredo. On dénombre ainsi toute une suite de fragments de Kyrie datés de 1787 à 1791. Afin de consolider son expérience dans ce domaine, il se présenta avec succès au poste d'adjoint de Leopold Hofmann, le Kapellmeister de la cathédrale Saint-Étienne de Vienne. Le poste d'adjoint n'était certes pas rémunéré, mais Mozart pouvait espérer ainsi obtenir la place du Kapellmeister, qui rapportait 2 000 florins, un statut très lucratif. En juin 1791 Mozart termina son (célèbre) motet pour la Fête-Dieu, Ave verum corpus. La commande d'une œuvre de musique sacrée plus importante pouvait donc lui parvenir.

### Commande
Au cours du mois de juillet 1791, Mozart reçut la commande d'un Requiem de la part de plusieurs intermédiaires anonymes, agissant pour l'excentrique comte Franz de Walsegg. La moitié de la récompense était jointe à la commande. Mozart se conforma à la forme traditionnelle du texte du Requiem, et renonça simplement à mettre en musique le Graduale, le Tractus (le Graduel et le Trait) et le Libera me, ce qui se fait en général .

### Sources d'inspiration
Un des modèles aurait été le Requiem en do mineur de Michael Haydn, notamment le 1er mouvement. Lors de la première de cette œuvre en 1771, Wolfgang Amadeus Mozart, alors âgé de 15 ans, avait joué dans l'orchestre. Le Messie de Haendel fut aussi une source d'inspiration (le Kyrie de Mozart ressemble étrangement au mouvement n°4 de la partie II du Messie "And with His stripes we are healed") surtout que Mozart deux ans auparavant avait réorchestré le morceau à la demande du baron van Swieten.
Une autre source d'inspiration pourrait être la Messe des Morts de Gossec, dont Mozart (qui avait rencontré Gossec à Paris) a pu consulter la partition chez le baron van Swieten. Le musicologue Carl de Nys a mis en évidence les relations entre les deux œuvres.

### Composition de Mozart
Au fur et à mesure que la composition avançait, la santé de Mozart se dégrada. Et à sa mort, le 5 décembre 1791, il avait uniquement écrit l'intégrale de l'Introït (Requiem Æternam) pour tous les instruments et le chœur. Pour la pièce suivante, le Kyrie, ainsi que la majeure partie des vingt strophes de la séquence Dies iræ (de la première, Dies Iræ, à la seizième strophe, Confutatis) , seules les voix du chœur et la basse continue étaient terminées. Au-delà, seuls quelques passages importants de l'orchestre étaient esquissés (par exemple le solo de trombone du Tuba Mirum ou le plus souvent la partie des premiers violons). Le Lacrimosa, dix-huitième strophe (mais ici sixième épisode de la séquence), se terminait à la huitième mesure, et resta inachevé. Dans les années 1960, on découvrit une ébauche de fugue sur l'Amen, qui devait visiblement conclure ce Dies Iræ. Les « numéros » suivants, Domine Jesu Christe et Hostias, ne comprenaient que le chœur et une partie de la basse continue. Il manquait l'intégralité du Sanctus, du Benedictus, de l’Agnus Dei, et de la Communion (Korten 1999, p. 104).

### Achèvement

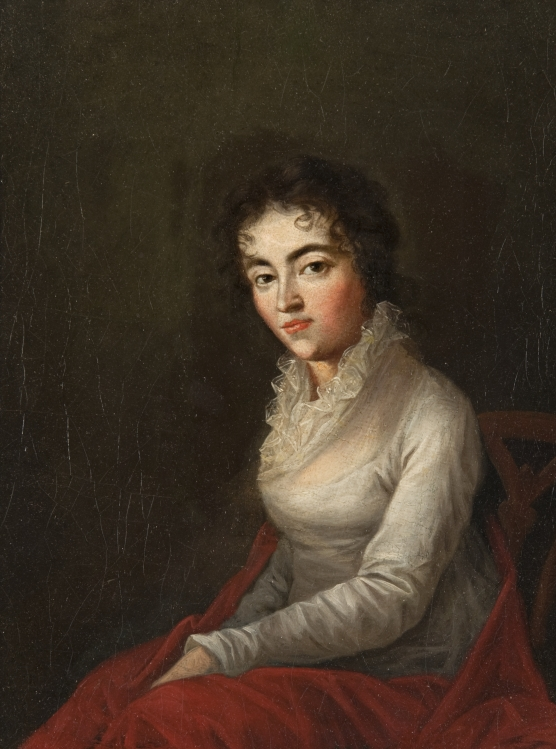
Constance Mozart en 1782 par Lange.

La veuve de Mozart, Constance Mozart, tenait beaucoup à ce que l'œuvre fût achevée, une des raisons étant de ne pas devoir rembourser l'avance et d'obtenir la seconde moitié du paiement.
Elle confia donc la tâche de terminer le Requiem à d'autres compositeurs, principalement des élèves de Mozart. S'étant fâchée dans un premier temps avec Franz Xaver Süßmayr, Constance Mozart s'adressa à Joseph Eybler, très estimé de Mozart, qui travailla à l'orchestration des strophes du Dies Iræ, de la première strophe jusqu'au Lacrimosa, mais abandonna ensuite la tâche pour des raisons inconnues. Il rajouta ses compositions directement sur la partition autographe de Mozart.
Un autre jeune compositeur et élève de Mozart reçut alors la demande : Franz Xaver Süßmayr, qui put s'appuyer sur le travail d'Eybler pour l'orchestration. Süssmayr écrivit les parties de trompettes et de timbales dans le Kyrie (ainsi qu'une partie des indications manquantes de la basse continue) et compléta l'orchestration de la Séquence ainsi que l'Offertoire. Il termina le Lacrimosa et composa d'autres parties de la messe : le Sanctus, le Benedictus et l'Agnus Dei. Il compléta ensuite la Communion (Lux Æterna), dans lequel il répéta les deux mesures d'ouverture, que Mozart avait lui-même composées, et leur donna les paroles du Lux Æterna.

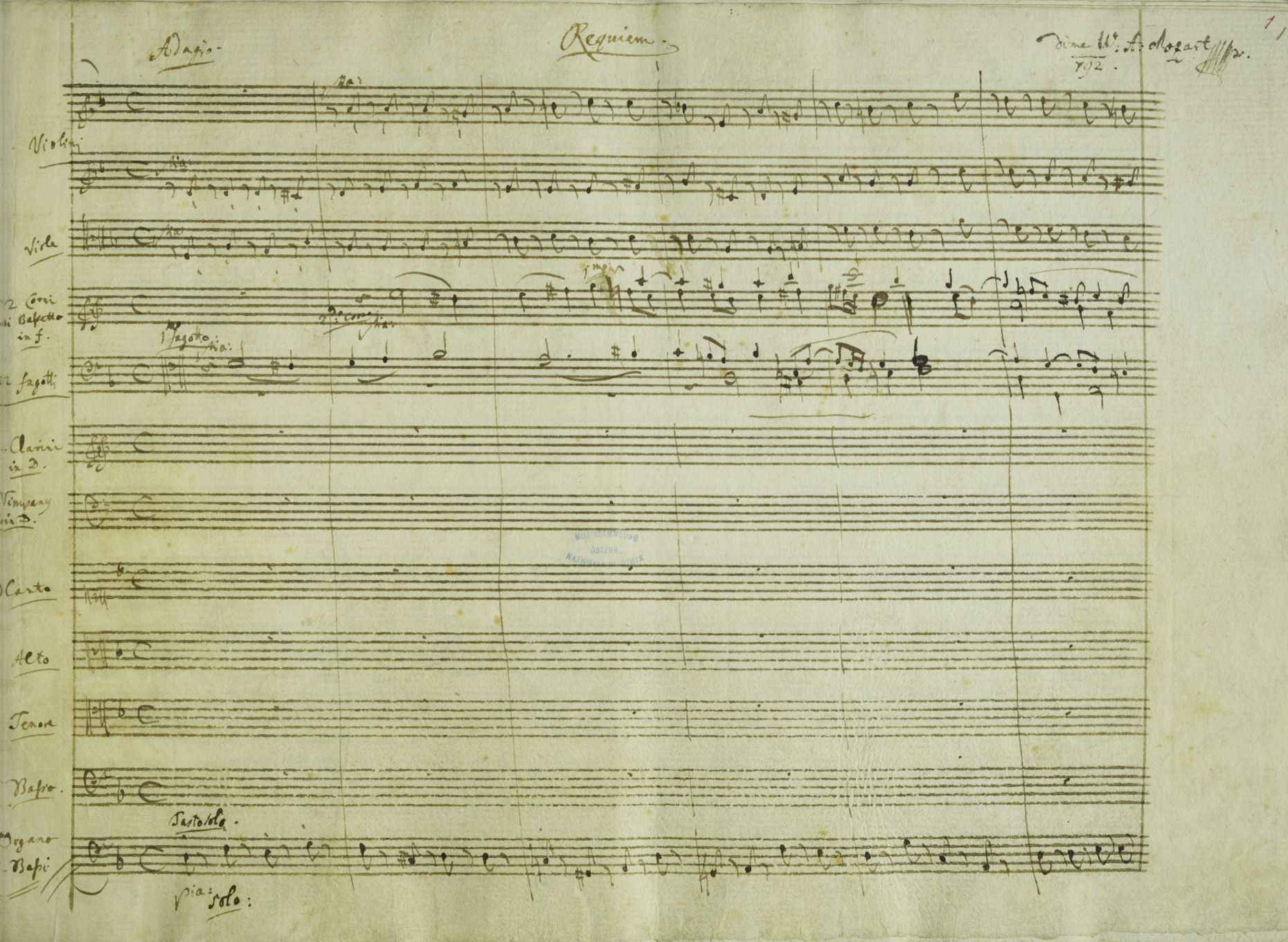
Première page de la « partition à livrer » avec l'écriture de Mozart. La signature « di me W. A. Mozart mppr. 1792 » (di me = « de moi », mppr. = manu propria, « de ma propre main »), est de la main de Süßmayr selon des analyses d'écritures. De toute manière en 1792 Mozart était déjà mort.

Alors que les rajouts au Kyrie et l'orchestration d'Eybler étaient directement inscrits sur la partition de Mozart, Süssmayr recopia la partition originale et les rajouts (parfois en les modifiant selon ses idées).
Il y eut alors deux partitions manuscrites : 
- d'une part, la « partition de travail » de 1791 , avec l'écriture de Mozart et les rajouts d'Eybler, ayant servi de base à Süssmayr. Cette partition ne comprend pas la partie achevée du Requiem aeternam  restée entre les mains de Constance et débute  donc par le Dies irae avec l'orchestration d'Eybler. Ce manuscrit  comprend ensuite le Tuba mirum, le Rex tremendae, le Recordare, le Confutatis, le Lacrimosa (ci-contre à droite au-dessus du portrait de Constance), qui s'interrompt à la huitième mesure (la partie de soprano des mesures 9 et 10 que l'on voit ici est ajoutée de la main de Eybler), enfin des esquisses du Domine et de l’Hostias . D'ailleurs d'après le Mozarteum de Salzbourg[8], la dernière chose écrite sur ce manuscrit par Mozart lui-même ne fut pas Homo reus sur la page du Lacrimosa mais l'indication "Quam olim da Capo′′ à la fin du Hostias.
- d'autre part, la « partition à livrer », qui est la version achevée par Süssmayr datée de 1792 avec une signature "Mozart" de la main de Süssmayr , remise cette année-là à l'intermédiaire du comte Walsegg (resté anonyme). Cette partition comprend le seul mouvement achevé par Mozart le Requiem aeternam avec donc la fausse signature de Mozart contrefaite par Süssmayr, le Kyrie fugué (écrit par Mozart, Freystädtler et Süssmayr — cf. document un peu plus bas) et le reste de l'œuvre avec le travail de Eybler recopié puis complété à son tour par Süssmayr.

Au cours des décennies suivantes, il fut très difficile de distinguer l'écriture de Mozart de celle de Süssmayr qui avait pour mission de contrefaire l'écriture de Mozart pour tromper le commanditaire du Requiem. En effet Constance rendit au Comte Walsegg le requiem comme étant intégralement achevé par son mari. Heureusement la qualité musicale permit, à défaut de l'écriture, de différencier les deux compositeurs. Il est même heureux que Süssmayr fût un si piètre compositeur, car si Eybler ou Freistädtler avaient continué à travailler sur le manuscrit, nous aurions eu du mal encore aujourd'hui à savoir ce qui venait de la main de Mozart. L'Agnus Dei écrit de la main de Süßmayr en est l'exemple : il est quasi impossible qu'il en soit l'auteur, car cette partie est infiniment supérieure à tout ce que Süssmayr a composé dans le Requiem et dans toute sa vie.
Les motifs musicaux des éléments dus à Süssmayr se rapportent visiblement aux notes laissées par Mozart. En plus de cela, des références à d'autres œuvres de Mozart ont été découvertes. C'est pourquoi on admet souvent que Süssmayr et d'autres participants à l'élaboration de l'ouvrage, surtout Eybler, mais aussi Freistädtler ont dû recourir à des indications écrites ou orales de Mozart lui-même (la veuve de Mozart a mentionné des « petits débris » — Trümmer — ou plutôt des « bouts de papier »),.
Les manuscrits capitaux, en particulier la « partition à livrer » et la « partition de travail », prirent entre 1830 et 1840 peu à peu le chemin de la Hofbibliothek de Vienne (aujourd'hui Österreichische Nationalbibliothek, ÖNB).
Un fac-similé des deux manuscrits, accompagné d'une introduction détaillée, est maintenant disponible (cf. la comparaison ci-dessous sur la droite des deux Dies Irae issus des deux manuscrits).
En plus d'Eybler, d'autres compositeurs ont apporté leur contribution à l'achèvement de l'œuvre, et Süssmayr aura profité de ces contributions. Ainsi Maximilian Stadler aurait manifestement réalisé au moins des ébauches de l'orchestration du Domine Jesu Christe. L'accompagnement du Kyrie, identique aux voix du chœur (colla parte : « avec la partie [vocale] »), est également d'une autre main. Leopold Nowak, éditeur du Requiem dans la Neue Mozart-Ausgabe, a envisagé Franz Jakob Freystädtler comme auteur possible, ce qui peut être vérifié de manière évidente à l'aide de l'analyse des écritures (cf paragraphe et illustration sur le Kyrie).
Constance Mozart dans une lettre du 31 mai 1827 raconte sa « vraie histoire du Requiem », elle affirme que jamais Mozart n'aurait eu l'idée de composer une messe des morts si on ne la lui avait pas commandée à cette époque. Et qu'il était ravi puisque la musique d'église était « son genre de prédilection ». « Il y travailla avec la plus grande diligence, mais comme il se sentait faible, Süssmayr devait souvent chanter avec lui et moi-même ce qu'il avait écrit… Et j'entends encore Mozart, qui lui disait souvent : Ah ! Tu es comme une poule à trois poussins, tu mettras longtemps à comprendre ». Il faut dire que Mozart n'aimait pas beaucoup Süssmayr, il le trouvait bête et musicalement le pire de ses trois élèves de l'époque, dans une lettre à sa femme du 8 octobre 1791 Mozart écrit : « je dois avouer que je me rends compte maintenant que j'ai eu tort et qu'il est vrai que Süssmayr est un âne ; non pas Strodla [Stadler], s'entend, qui lui n'est qu'un petit âne, mais ce Süssmayr. Oui, lui c'est un vrai âne ». Süssmayr avait déjà aidé Mozart à écrire les récitatifs de La Clémence de Titus sous la dictée de Mozart, notamment lors du voyage à Prague d'août 1791, il était donc une aide précieuse pour Mozart, mais ce dernier le considérait plus comme un secrétaire plutôt que comme un vrai compositeur. Tout le contraire avec Eybler que Mozart appréciait énormément. Constance dans cette même lettre : « si j'ai dû confier la partition du Requiem à Eybler pour qu'il l'achevât, c'est que j'étais alors fâchée avec Süssmayr, et que Mozart lui-même estimait beaucoup Eybler ». Constance confia donc le requiem le 21 décembre 1791 à Eybler en échange d'un reçu écrit de la main de Sophie Haibel la sœur cadette de Constance. Ce reçu est conservé dans les archives de la Wiener Neustadt est ainsi formulé : « Le soussigné reconnaît que Mme veuve Konstanzia Mozart lui a confié la messe des morts de son défunt époux ; qu'il se propose de l'achever d'ici le milieu du prochain carême, et qu'il promet en même temps de ne la laisser ni copier ni passer entre d'autres mains que celles de Mme veuve. Vienne, le 21 décembre 1791. [signé] Joseph Eybler mpria ». Par la suite, courant 1792, la partition de Mozart avec le travail excellent de Eybler retourna entre les mains de Süssmayr qui recopia complètement certains passages.

## Analyse
L’œuvre est écrite pour quatre solistes (soprano, alto, ténor et basse), un chœur à quatre voix et un orchestre symphonique réduit, composé de deux cors de basset (clarinettes ténor), deux bassons, deux trompettes, trois trombones, des timbales, un ensemble à cordes et une basse continue (orgue). L'absence des bois aigus (flûtes, hautbois) et du cor d'harmonie ne passe pas inaperçue. Ainsi la sonorité de l'orchestre doit beaucoup aux timbres souples et graves des cors de basset et des cordes. L'orchestration, sobre, renforce la gravité et la transparence de l'œuvre, et crée une atmosphère sombre et austère. On ne trouve pas d'effets tels que des trémolos, des trilles, ou la division de l'orchestre en  éléments répartis dans l'espace, que l'on peut entendre dans la Messe des Morts de Gossec composée  30 ans plus tôt, que connaissait probablement Mozart, avec laquelle  le Requiem présente certaines similitudes dans les motifs mélodiques.
| Instrumentation du Requiem                                                     |
| Cordes                                                                         |
| premiers violons, seconds violons, altos, violoncelles, contrebasses.          |
| Bois                                                                           |
| 2 cors de basset en fa, 2 bassons                                              |
| Cuivres                                                                        |
| 2 trompettes, 3 trombones en ré                                                |
| Autres                                                                         |
| 2 timbales                                                                     |
| Voix                                                                           |
| Solistes : soprano, alto, ténor, basse Chœur : sopranos, altos, ténors, basses |

Dans le Requiem de Mozart (comme il est d'usage, sinon de règle, dans une très grande partie de la musique religieuse), le chœur (ici à quatre voix) occupe tout du long le devant de la scène, il n'y a que de courts passages purement instrumentaux. À quelques exceptions près, l'orchestre ne fait que servir le chœur. C'est aussi le cas des chanteurs solistes, ils apparaissent comme étant moins importants que le chœur, et sont essentiellement employés dans des ensembles vocaux (excepté dans le Tuba mirum). Aria(s) et autres formes comparables de virtuosité soliste sont totalement absentes, à l'opposé d'autres œuvres de musique sacrée et, a fortiori, des opéras, tant de Mozart que de ses contemporains. Le chœur a, quant à lui, une liberté considérable, ne serait-ce que dans le Kyrie, qui lui permet de déployer sa magnificence.
La tonalité principale du Requiem est ré mineur, une tonalité souvent associée à des atmosphères graves ou bien se rapportant à l'au-delà — comme lors des scènes du Commandeur de Don Giovanni ou dans le quatuor à cordes La Jeune Fille et la Mort de Franz Schubert. Si l'on fait abstraction du Sanctus en ré majeur (non écrit par Mozart), les tonalités qui se succèdent — soit ré mineur, soit des tonalités voisines de cette dernière — ont pour point commun le si bémol constitutif : fa majeur, sol mineur et si bémol majeur (à l'exception, cependant, du ton de la mineur). Les liens entre les différentes sections tonales passent souvent par la médiante — par exemple, la tonique, ré, devient la médiante du ton de si bémol lorsqu'on passe de ce ton de ré mineur au ton de si bémol majeur (qui est simplement la sous-dominante du ton relatif, donc, un ton étroitement lié au premier).
La durée d'une représentation est d'environ une heure (suivant le degré d'achèvement de la version et le tempo choisis par le chef d'orchestre).
Mozart s'est beaucoup inspiré du Requiem de Michael Haydn (un grand ami de la famille Mozart tout comme son frère Joseph Haydn) composé en 1771 et aussi de sa propre réorchestration du Messie de Haendel de mars 1789 : en effet sa version réorchestrée du no 23 (And with this Stripes we are healed) inspirera presque entièrement Mozart pour écrire la fugue du Kyrie du Requiem (cf.fichiers audio ci-contre).

### Déroulement dans le manuscrit de 1792
Il s'agit là du manuscrit de 1792 récupéré par Süssmayr et recopié par celui-ci. Il l’a probablement complété à partir d’indications orales ou écrites de Mozart et des travaux préliminaires de Josef Eybler et Franz Josef Freystädtler.
Süssmayr s’est chargé de l’orchestration — partiellement ou en totalité — des parties III et IV, et a composé les parties V, VI et VII (le détail de son apport est précisé dans la suite de l’article, section « Ajouts de Süßmayr »).
C’est la «partition à livrer» qui a été mentionnée précédemment. Elle comprend huit parties :      
I. Introitus (Introït) : Requiem æternam, Adagio, en ré mineur, à , 48 mesures (chœur, soprano solo).
II. Kyrie, Allegro➜ Adagio (mesure 49), en ré mineur, à , 52 mesures (double fugue, chœur).
III. Sequentia (Séquence)
1. Dies iræ, Allegro assai, en ré mineur, à , 68 mesures (chœur), une partie de l'orchestration (vents et percussion) est de Süssmayr.
2. Tuba mirum, Andante, en si-bémol majeur, à , 62 mesures (quatuor solo), une partie de l'orchestration (cordes et percussion) est de Süssmayr.
3. Rex tremendæ, en sol mineur - ré mineur, à , 22 mesures (chœur), l'orchestration  est de Süssmayr.
4. Recordare, en fa majeur, à 
, 130 mesures (quatuor solo), la partie de basson n'est pas de Mozart.
5. Confutatis, Andante, en la mineur, à , 40 mesures (chœur), une partie de l'orchestration (cordes, vents et percussion) est de Süssmayr.
6. Lacrimosa, en ré mineur, à 
 (8 mesures de Mozart, complété par Süssmayr) (chœur)
7. (Amen), en ré mineur (chœur)

IV. Offertorium (Offertoire)
1. Domine Jesu Christe, Andante con moto, en sol mineur, à , 78 mesures (chœur, quatuor solo), fugue Quam olim Abrahæ (chœur), une partie de l'orchestration (cordes et vents) est de Süssmayr.
2. Hostias, en mi bémol majeur, à 
, 54 mesures (chœur) et répétition de la fugue Quam olim Abrahæ, une partie de l'orchestration (cordes et vents) est de Süssmayr.

V. Sanctus, Adagio, en ré majeur et fugue Osanna (chœur), composé par Süssmayr.
VI. Benedictus, Andante, en si bémol majeur (quatuor solo) et fugue Osanna (chœur), composé par Süssmayr.
VII. Agnus Dei, en ré mineur (chœur), composé par Süssmayr.
VIII. Communio (Communion) : Lux æterna, Adagio, en ré mineur (soprano solo, chœur) et Allegro, en ré mineur (double fugue, chœur) (= Introït et Kyrie de Mozart).

### IntroïtetKyrie

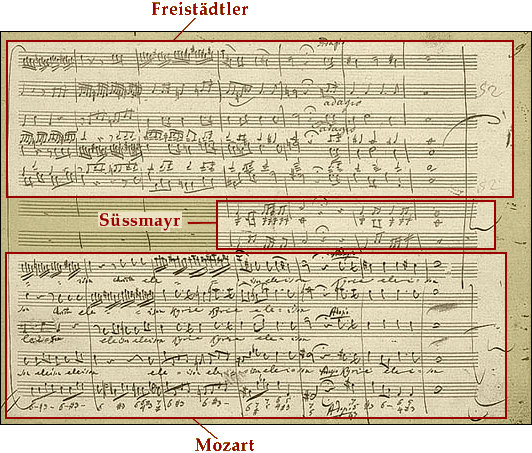
Page détaillée du Kyrie, avec 3 écritures différentes : celles de Mozart, de Süssmayr et de Freistädtler.

Le Requiem débute par une introduction instrumentale de sept mesures, dans laquelle les bois (d'abord les bassons, puis les cors de basset) présentent le thème principal de l'œuvre dans un enchaînement contrapuntique en imitation. Le modèle en est l'hymne composée par Georg Friedrich Haendel (chœur The ways of Zion do mourn extrait de l'hymne funèbre pour la Reine Caroline, HWV 264), facile à retenir, essentiellement parce qu'il s'agit d'une succession de noires en mouvement conjoint. Dans plusieurs parties de l'œuvre, on trouve des références à ce passage, notamment dans les coloratures de la fugue du Kyrie et la conclusion du Lacrimosa. Tout ce réseau de références est d'une grande importance dans l'œuvre.
Les trombones annoncent alors l'entrée du chœur, qui entonne le thème, les basses seules tout d'abord pendant une mesure, imitées ensuite par les autres pupitres. Les cordes jouent des figures d'accompagnement, syncopées et décalées d'une double-croche, soulignant ainsi le caractère solennel et régulier de la musique. Un solo de soprano est chanté sur le texte du Te decet hymnus (dans le «ton pérégrin», appelé aussi le 9e mode grégorien). Le chœur enchaîne ensuite sur les mêmes motifs. Puis le thème principal est traité par le chœur et l'orchestre en enchaînements de doubles-croches glissant vers le bas. Les cours des mélodies, « maintenus » vers le haut ou glissant vers le bas, changent et s'entrelacent, de plus passages en contrepoint et passages déclamés en accord (Et lux perpetua) alternent ; tout ceci fait le charme de cette strophe, qui s'achève par une demi-cadence sur la dominante (la majeur).

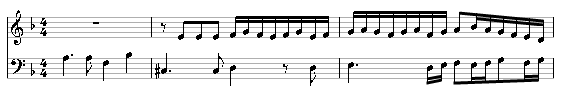
Premières mesures du Kyrie. À la basse, le thème principal (sur le texte du Kyrie eleison), à l'alto, le contre-sujet sur Christe eleison

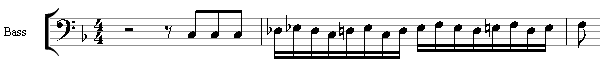
Basse du chœur, mesure 33f du Kyrie. Variation chromatique du contre-sujet (« gargarismes » selon Weber)

Sans pause (attaca) s'ensuit la fugue entraînante du Kyrie, qui reprend elle aussi un thème de Haendel. Mozart connaissait bien ce thème, après son arrangement du Messie de Haendel (cf. la strophe du chœur And with his stripes we are healed issue du Messie) ainsi que le chœur final de l'Hymne de Dettingen de Haendel, HWV 265, qui contient en même temps le contre-sujet du thème de la fugue. Les motifs contrapuntiques du thème de cette fugue reprennent les deux thèmes de l'Introït et en font des variations. D'abord diatoniques, les suites de doubles-croches montantes sont relayées par des enchaînements chromatiques, ce qui a pour effet d'augmenter l'intensité. Ce passage se révèle quelque peu exigeant dans les hauteurs, en particulier pour les voix de sopranos (qui montent jusqu'au si au-dessus de la portée). Une formule finale dans un tempo ralenti (Adagio) se termine sur une quinte « vide » (un accord sans tierce), qui dans l'ère classique sonne archaïque, comme un retour voulu à un passé ancien.

### Séquence (Dies iræ)

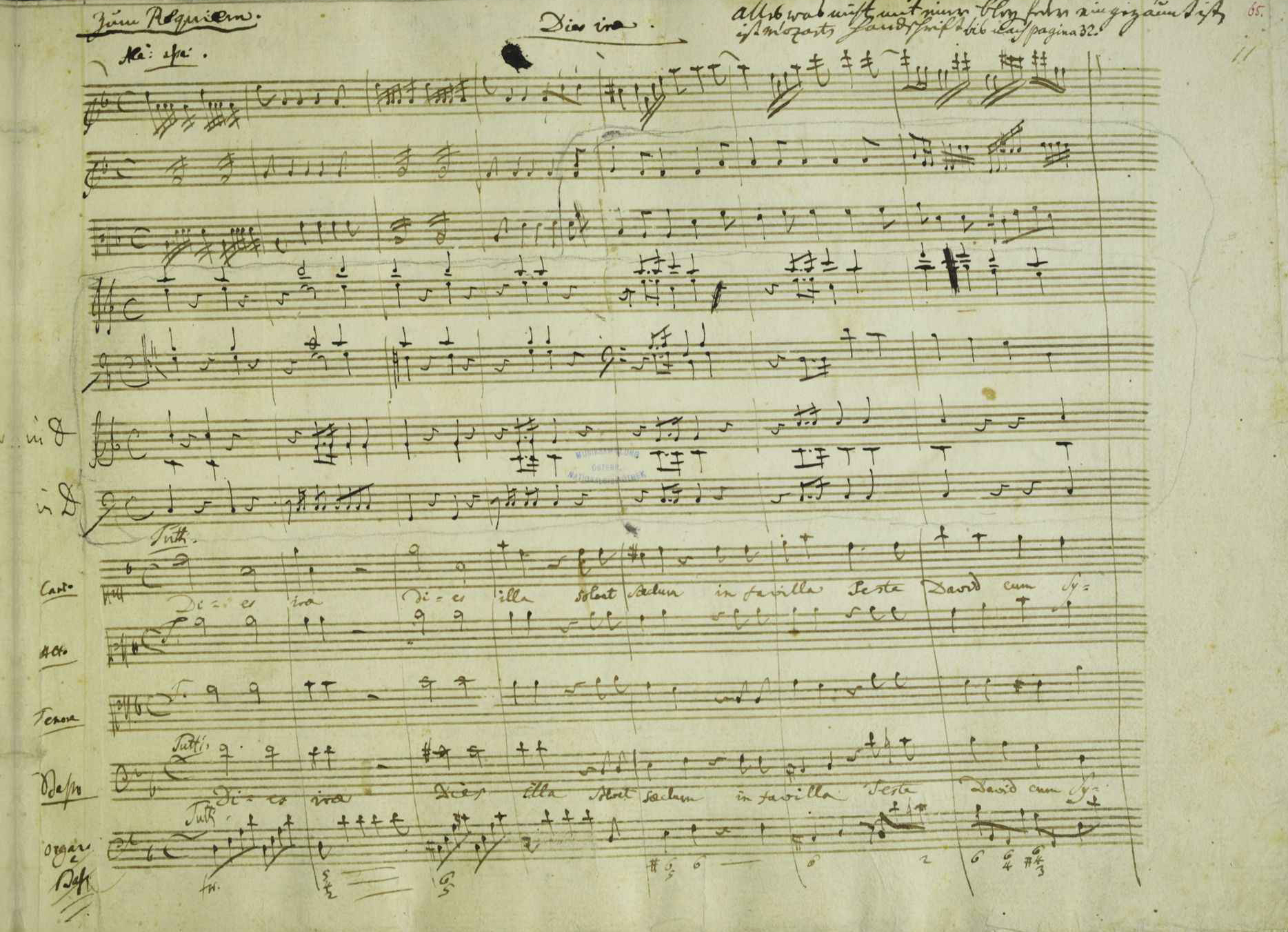
Début du Dies iræ dans le manuscrit autographe (partition de travail) avec l'orchestration d'Eybler. En haut à droite, la note de Nissen : Tout ce qui n'est pas clôturé à la plume est de la main de Mozart jusqu'à la page 32. Les parties « clôturées » (eingezäunt), comme on peut le voir sur l'image, sont les vents (lignes 4 à 7) ainsi qu'à partir de la mesure 5 les seconds violons et les altos (lignes 2 et 3). Les parties de premiers violons (ligne 1), du chœur (lignes 8 à 11) et de la basse chiffrée (dernière ligne) sont entièrement de Mozart.

#### Dies iræ

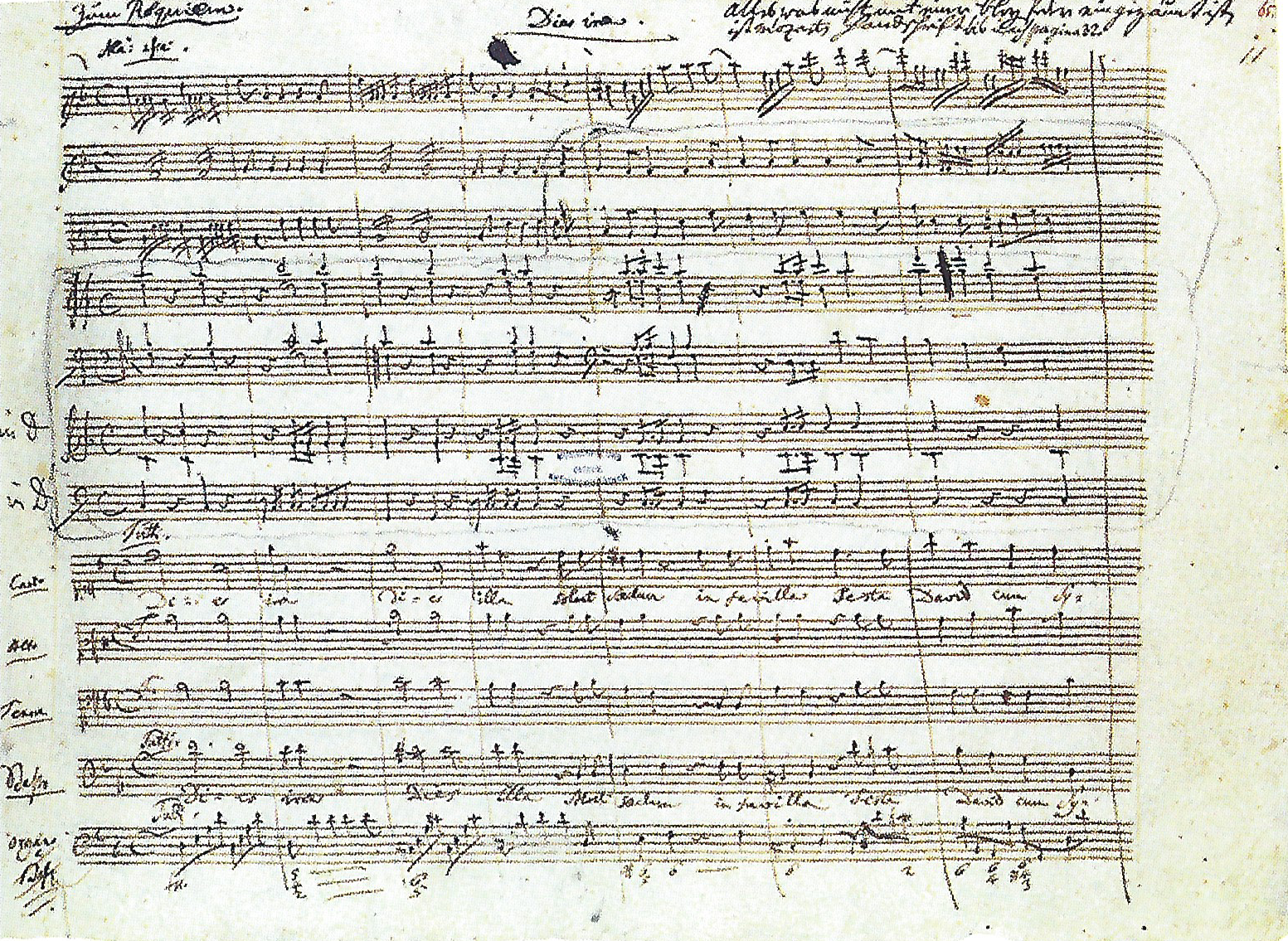
Partition manuscrite originale ("partition de travail") du Dies Irae de la main de Mozart avec les ajouts de Eybler directement sur la partition de travail de Mozart. Le titre est de la main de Mozart (on reconnait la façon particulière qu'avait Mozart de faire ses d minuscules).

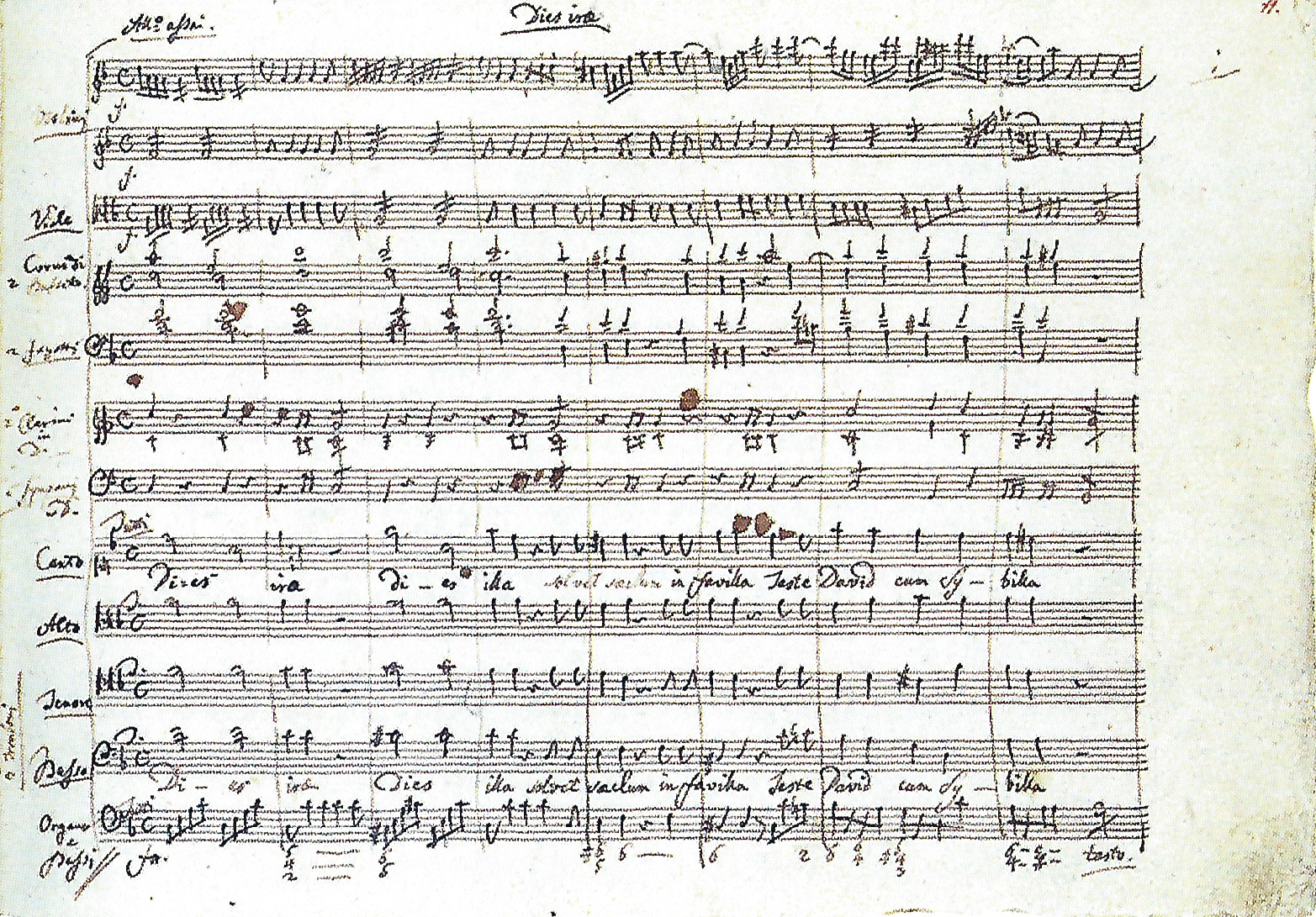
Page du Dies Irae, version finale livrée corrigée par Süssmayr. Le titre est de la main de Süssmayr.

Le Dies iræ commence sans introduction et avec puissance, l'orchestre et le chœur étant au complet. Les terribles appels du chœur sont renforcés par un trémolo de l'orchestre et des syncopes introduites dans les pauses chorales. Tout de suite après, les premiers violons jouent plusieurs enchaînements chromatiques de doubles-croches jusqu'à la reprise des strophes du chœur. Un passage qui fait de l'effet, répété trois fois : l'alternance « tremblante » du sol dièse et du la en croches, interprétée par la basse continue, les violons dans le registre grave et la basse à l'unisson, sur le texte Quantus tremor est futurus (« Quelle terreur nous envahira », en référence au Dies iræ, le jour du Jugement Dernier) - Mozart s'inspire ici clairement du texte.

#### Tuba mirum
C'est le cas aussi de la strophe suivante Tuba mirum, introduite par un accord de trois notes en arpège, joué en si-bémol majeur (ton voisin de ré mineur) par un trombone ténor soliste, non-accompagné — selon la traduction habituelle en allemand de tuba par Posaune (trombone). Deux mesures plus tard, la basse soliste commence une imitation de ce thème. À la mesure 7, arrive un point d'orgue, le seul moment de toute l'œuvre, où l'on pourrait envisager une cadence solo. Les dernières noires de la basse soliste voient l'arrivée du ténor soliste, suivi de façon similaire par l'alto soliste et la soprano soliste, sur un ton assez dramatique. Sur le texte Cum vix justus sit securus (« Quand le juste est à peine certain »), le morceau passe à une strophe homophone chantée par les quatre voix solistes, qui articulent sans accompagnement le cum et le vix sur les temps « forts » de la mesure (1re et 3e), alors que sur les temps « faibles » (2e et 4e), les violons et le continuo répondent ; cette « interruption » (que l'on pourrait interpréter comme l'interruption précédant le Jugement Dernier) est entendue une première fois étouffée (sotto voce), puis forte et immédiatement après piano, pour conduire enfin dans un crescendo à une cadence parfaite.

#### Rex tremendae
Une mélodie descendante faite de notes prolongées et jouée par l'orchestre annonce le « Roi d'une majesté redoutable » (Rex tremendæ majestatis), lequel est appelé par trois puissants accords du chœur sur la syllabe Rex pendant les pauses de l'orchestre. Effet surprenant, les Rex du chœur tombent sur les deuxièmes temps des mesures, temps faible s'il en est. Le chœur reprend alors le rythme pointé de l'orchestre, surpointé dans la plupart des grandes interprétations, ce qui, si l'on reprend le vocable d'origine grecque utilisé par Wolff, est connu, dans la musique baroque, comme « topos de l'hommage au souverain » (Wolff). En français, on dirait, plus simplement, qu'il s'agit d'une formule descriptive caractéristique de l'hommage à rendre à la personne royale. La séquence n'a que 22 mesures, mais est dans cette courte période riche en variations : écriture homophonique et passages choraux en contrepoint alternent plusieurs fois et débouchent en fin sur une cadence du chœur quasi non-accompagnée, qui pour sa part finit sur un accord sans tierce en ré mineur (comme déjà dans le Kyrie).

#### Recordare
On poursuit avec les 130 mesures de la plus longue séquence de l'œuvre (et la première en mesures impaires, en fait la mesure à 3/4), le Recordare, dans lequel pas moins de six strophes du Dies iræ sont traitées. La construction de cette pièce s'apparente un peu à la forme sonate avec une exposition autour de deux thèmes (mesures 1 à 37), un développement des deux thèmes (mesures 38 à 92) et une réexposition (mesures 93 à 98).
Dans une introduction de 13 mesures, les cors de basset sont les premiers à présenter le premier thème enrichi d'un magnifique contrepoint aux violoncelles en gammes descendantes qui va resservir largement dans tout le mouvement. Ce contrepoint du premier thème prolonge l'introduction orchestrale avec les cordes. Cette introduction rappelle le début de l'œuvre, par ses décalages rythmiques et mélodiques (le premier cor de basset débute une mesure après le second cor de basset, mais un ton plus haut ; les premiers violons sont en relation avec les seconds violons, mais décalés d'une noire, etc.). S'ensuivent les voix solistes avec ce premier thème chanté d'abord à l'alto et à la basse (mesure 14), puis au soprano et au ténor (mesure 20). À chaque fois, le thème se conclut par une hémiole (mesures 18 et 19 puis mesures 24 et 25). Arrive le second thème sur le texte Ne me perdas en regard duquel l'accompagnement contraste avec celui du premier thème. Au lieu de gammes descendantes, l'accompagnement est limité à des notes répétées aux cordes. Cette exposition se conclut par quatre mesures d'orchestre basées sur le contre-chant du premier thème mesures 34 à 37.
Le développement de ces deux thèmes commence mesure 38 sur le texte Quaerens me ; le deuxième thème n'est reconnaissable que par la structure de son accompagnement. À la mesure 46, c'est le premier thème qui est développé à partir du texte Tantus labor et qui se conclut par deux mesures d'hémiole mesures 50 et 51. Après deux mesures d'orchestre (52 et 53), le premier thème est à nouveau entendu sur le texte Juste Judex et il se termine par une hémiole (mesures 66 et 67). Puis c'est au tour du second thème d'être réutilisé sur le texte ante diem rationis. Après quatre mesure d'orchestre (68 - 71), le premier thème est lui seul développé. C'est un éblouissement de combinaisons sans cesse renouvelées, et tout particulièrement par le retour des motifs mélodiques, constamment variés, d'abord sur in gemisco puis avec Qui Mariam absolvisti.
La réexposition intervient mesure 93. La structure initiale se reproduit avec le premier thème sur le texte Preces me puis mesure 99 sur le texte Sed tu bonus. Le second thème réapparaît une dernière fois mesure 106 avec le texte Sed tu bonus et se conclut par trois hémioles. Les dernières mesure du mouvement sont confiées à l'orchestre qui fait entendre une dernière fois le contrepoint en gammes descendantes.

#### Confutatis

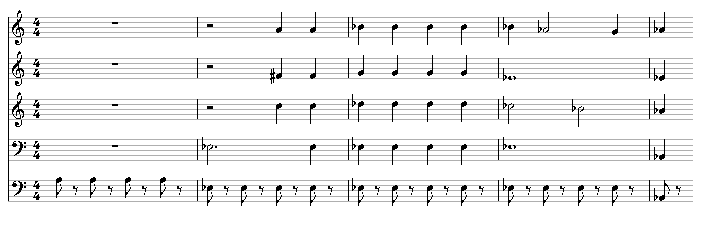
Mesure 25 du Confutatis. Au bas : la basse continue (non-chiffrée) ; au-dessus : le chœur à quatre voix chantant Oro supplex et acclinis. Modulation de la mineur vers la-bémol mineur

Le Confutatis qui suit éblouit par une rythmique, une dynamique et un contraste forts, et par de surprenantes tournures harmoniques. Accompagnant une figure de basse « roulante », la partie masculine du chœur entonne la vision infernale forte sur un rythme pointé « tranchant » (Confutatis maledictis, flammis acribus addictis = « Après avoir réprouvé les maudits et leur avoir assigné le feu cruel »). L'accompagnement de basse continue s'arrête, et les voix féminines du chœur chantent doucement et sotto voce la prière des élus (voca me cum benedictis : « appelle-moi avec ceux que tu as bénis »). Enfin, dans la strophe suivante – celle du « pénitent prosterné » (Oro supplex et acclinis : « Suppliant et prosterné, je te prie ») - on peut entendre une modulation enharmonique de la mineur vers un accord de septième mineure et quinte diminuée vers mi 7 et finalement la bémol mineur ; ce spectaculaire abaissement du ton de départ (la mineur) est répété avec un effet puissant, jusqu'à ce que le ton de fa soit atteint, maintenant en majeur. Un accord de septième sur la nous amène jusqu'à la dernière partie du Dies iræ (à partir du Lacrimosa), qui s'enchaîne sans pause.

#### Lacrimosa
Les cordes débutent piano sur un rythme de bercement en 
, entrecoupé de soupirs, lesquels seront repris par le chœur après deux mesures (Lacrimosa dies illa = « Celui-là [sera] un jour de larmes »). Donc, après deux mesures les sopranos du chœur commencent à progresser, tout d'abord de manière diatonique, en croches décousues (sur le texte resurget = « verra renaître »), puis legato et chromatique en un puissant crescendo. On arrive déjà au forte à la mesure 8 - et Mozart interrompt là le manuscrit. Süßmayr poursuit l'homophonie du chœur, qui aboutit à une citation du début du Requiem (aux sopranos) et termine sur une cadence « Amen » en deux accords. Quelques mesures de cette pièce sont citées dans le Requiem de Franz von Suppé qui était un grand admirateur du Requiem de Mozart. Le manuscrit de Mozart s'arrête au bout de 8 mesures, Mozart n'ayant écrit de sa main que les parties vocales et la basse continue. Toute l'orchestration et tout ce qui suit la 8e mesure n'est donc pas de Mozart. Süssmayr mais surtout Eybler (pour les plus belles parties complétées de tout le Requiem) ont donc aidé à terminer l'œuvre. Les derniers mots de Mozart sur cette page « homo reus » ne sont pas, comme l'on croyait auparavant, les derniers mots écrits du vivant de Mozart : d'après le Mozarteum de Salzbourg, la dernière chose écrite sur ce manuscrit par Mozart lui-même fut l'indication "Quam olim da Capo′′ à la fin du Hostias..

### Offertoire
Le premier mouvement de l'offertoire, le Domine Jesu, débute sur un thème chanté piano consistant (aux sopranos du chœur) en une progression ascendante sur un accord de trois sons en sol mineur. Ce thème variera plus tard sur différents degrés harmoniques : dans les tons de la-bémol majeur, si-bémol mineur, puis à la tierce majeure de si-bémol, ré. Les voix soli le traitent ensuite en canon décroissant, à la quinte, où la tierce varie constamment entre le mode mineur (en montée) et le mode majeur (en descente). Entre ces passages thématiques se situent des phrases chantées, articulées forte, souvent à l'unisson, et en rythme pointé (au moment du Rex gloriæ = « Roi de gloire » ou également sur de ore leonis = « [délivrez-les] de la gueule du lion »). Cet enlacement diversifié sera varié de nouveau à travers un fugato du chœur avec de très grands intervalles (sur le texte ne absorbeat eas tartarus, ne cadant in obscurum = « afin que le gouffre horrible ne les engloutisse pas et qu'elles ne tombent pas dans le lieu des ténèbres »). Le mouvement s'achève avec le Quam olim Abrahæ (« Qu'autrefois d'Abraham »), qui tout d'abord a le style d'une fugue, et puis se transforme en un vif mouvement homophone qui prend fin en sol majeur.

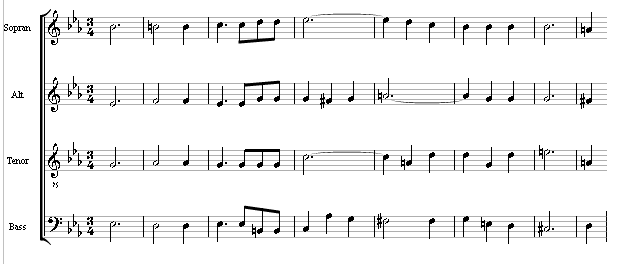
Mesure 46 de l’Hostias, où le chœur à quatre voix chante Fac eas, Domine, de morte transire ad vitam, de mi-bémol majeur vers la tonalité solennelle de ré majeur – Seigneur fais qu'elles passent de la mort à la vie.

Le ton de mi-bémol majeur amène à l’Hostias, sur un rythme à 
. Le mouvement vocal fluide se transforme après vingt mesures en exclamations isolées du chœur, alternant entre forte et piano. S'adjoint à cela une activité harmonique accrue : une marche harmonique allant, tout d'abord de si-bémol majeur vers si-bémol mineur, puis vers fa majeur, ré-bémol majeur, la-bémol majeur, fa mineur, do mineur, et aboutit de nouveau à mi-bémol majeur. Une surprenante mélodie chromatique, sur le texte fac eas, Domine, de morte transire ad vitam (« Seigneur, faites-les passer de la mort à la vie »), amène finalement au ré majeur, que vient fermer de nouveau la fugue Quam olim Abrahæ. La consigne de répéter cette partie (« Quam olim da capo ») est probablement la dernière chose que Mozart ait écrite sur le Requiem. Cette note manuscrite a vraisemblablement été perdue lors de l'exposition universelle de 1958, à Bruxelles, où la partition était présentée : le coin inférieur droit de la dernière page, où elle était écrite, a apparemment été déchiré et volé par une personne dont l'identité est restée inconnue. La note se retrouve toutefois sur les fac-similés.

### Ajouts de Süßmayr

#### Sanctus
Le Sanctus est le premier mouvement écrit entièrement par Franz Xaver Süßmayr, et le seul de tout le Requiem à installer une tonalité avec une armature en dièses (à savoir ré majeur, tonalité solennelle, utilisée généralement lors de l'entrée des trompettes à l'époque baroque). Après une glorification du Seigneur très succincte suit un mouvement fugué de mesure 3/4, sur le texte Hosanna in excelsis (« Gloire [à Dieu] au plus haut des cieux »), remarquable par son rythme syncopé.

#### Benedictus
Le Benedictus met en jeu le quatuor de solistes. Il adopte le ton de la sus-dominante, si-bémol majeur (qui peut être aussi considéré comme le relatif de la sous-dominante du ton de ré - mineur cette fois). Le Sanctus s'était terminé sur une cadence en ré majeur et l'entrée dans le ton fort éloignée de si-bémol majeur se fait habilement par un fa (non harmonisé) qui n'affirme la tonalité qu'au troisième temps de la mesure avec l'enchaînement dominante-tonique du ton de si-bémol majeur.
Ce mouvement est construit à partir de trois types de phrases, le thème (A), présenté par l'orchestre, et repris mesure 4 par l'alto et mesure 6 par la soprano. Le mot benedictus est posé une note longue ce qui l'oppose au deuxième type de phrase (B), entendue pour la première fois mesure 10, où ce même mot est prononcé sur un rythme rapide. Cette phrase se développe et rebondit mesure 15 avec une cadence rompue. Le troisième type de phrase (C) est une sonnerie solennelle où les vents répondent aux cordes sur une harmonie décalée par rapport aux mesures ; cette phrase s'achève avec beaucoup de douceur sur une cadence morzartienne (mesures 21 et 22) où le contrepoint des cors de basset se mêle délicatement à la ligne du violoncelle.
La suite du mouvement reprend ce schéma en variant l'écriture. Mesure 23, le thème de la phrase (A) est repris sur une pédale de fa et introduit une réexposition de la phrase (A) pratiquement identique à l'originale, à la basse mesure 28 et au ténor mesure 30. La phrase (B) est reprise mesure 33, mais sans la cadence rompue, puis répétée mesure 38 avec la cadence rompue. Elle conduit à une nouvelle cadence mozartienne mesures 47 à 49 et aboutit à la phrase (C) qui appelle le fugatto du Osanna.
L’Osanna in excelsis réapparaît, gardant la tonalité de si bémol majeur et présentant des variations vocales. Le retour attendu à la tonalité du premier Osanna, ré majeur, n'a pas lieu, conservant de ce fait une unité tonale à ce Benedictus.

#### Agnus Dei
L'homophonie domine l’Agnus Dei. Le texte Agnus Dei est repris trois fois, toujours avec des mélodies chromatiques et des revirements harmoniques, allant de ré mineur à mi majeur (et puis revenant à si-bémol majeur). Les basses entonnent ici le thème du premier mouvement (Requiem Æternam). Ce mouvement enchaîne directement sur le Lux Æterna, avec la mention Attacca (« attaquer en suivant, sans interruption »), lequel reprend la musique du premier mouvement de Mozart (à partir du Te decet hymnus), puis celle du Kyrie presque note pour note, quoique sur un texte différent. Les dernières études, notamment de HC Robbin Landon, montrent que l'Agnus Dei a été entièrement composé par l'élève de Mozart Joseph Eybler et non pas par Süssmayr. C'est la partie la plus belle des ajouts des élèves sur le Requiem, et les musicologues se sont toujours demandés comment Süssmayr avait bien pu composer un tel morceau (infiniment supérieur à tout ce qu'il a écrit dans sa vie), certains avaient même supposé que Mozart lui avait quasi intégralement soufflé oralement le morceau. La qualité et l'intelligence musicale de Eybler étant bien supérieure à Süssmayr, la comparaison des œuvres de ce dernier ainsi que l’étude de l'écriture sur la partition semblent redonner la paternité de l'écriture de l’Agnus Dei à Joseph Eybler, avec des indications musicales dites oralement ou par écrits (perdus) de Mozart.

## Renaissance de l'œuvre: première, partitions, manuscrits

### Premières

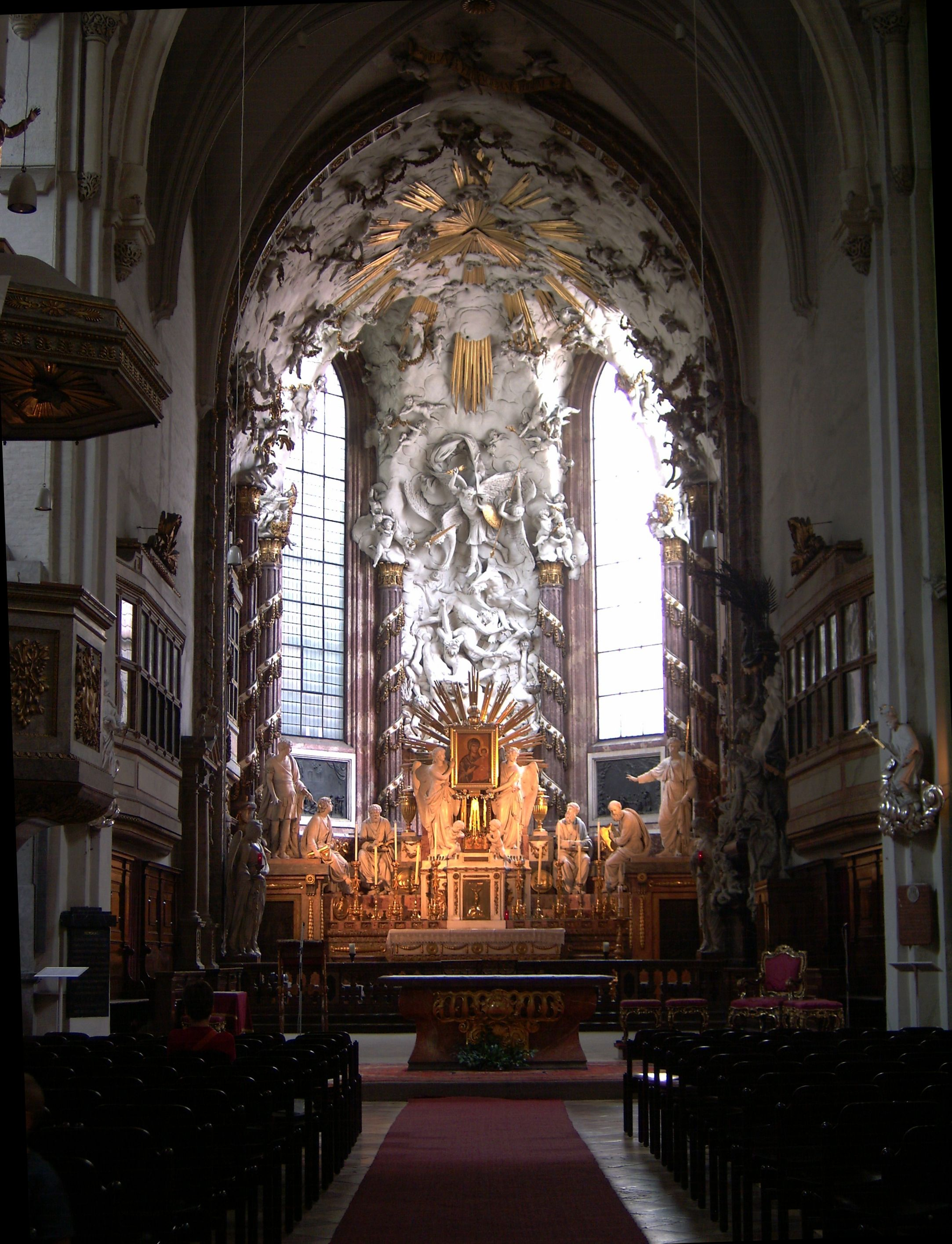
Vue du maître-autel de l'église Saint-Michel. C'est dans cette église que le corps de Mozart fut exposé lors de l'office funèbre le 7 décembre 1791.

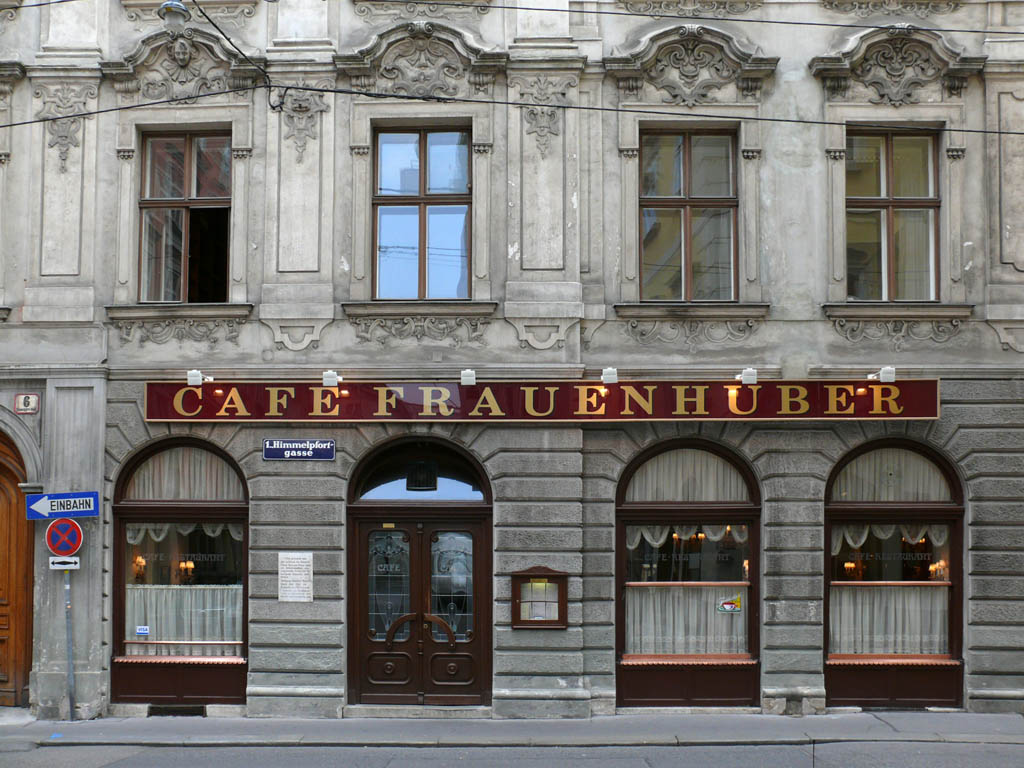
Le café Frauenhuber se trouve aujourd'hui à l'emplacement de l'ancienne restauration Jahn.

Il y a certaines indications faisant référence à une première exécution (partielle) du Requiem, bien avant que l'œuvre n'ait été terminée, à savoir le 10 décembre 1791 (quatre jours après les obsèques de Mozart en la chapelle du Crucifix, située sur le côté nord, à l'extérieur de la cathédrale Saint-Étienne), lors de la messe de Requiem qu'Emanuel Schikaneder et Joseph von Bauernfeld organisèrent à l'église Saint-Michel de Vienne, où l'on peut trouver aujourd'hui une plaque commémorative relatant ce fait. Cependant, seuls les deux premiers mouvements, l'Introït et le Kyrie, furent interprétés, les autres n'étant pas encore complétés. On ne sait pas quels instruments furent utilisés à cette occasion.
La première de l'œuvre complète eut lieu le 2 janvier 1793 dans la salle de restauration Jahn, où Mozart avait donné, en 1791, sa dernière prestation en tant que pianiste. Elle fut organisée par Gottfried van Swieten dans le cadre d'un concert-bénéfice pour Constance Mozart et ses enfants. Le concert semble avoir été donné avec des copies que Constance Mozart et Süßmayr ont fait faire avant la livraison de la partition. Ceci a probablement été effectué à l'insu du comte de Walsegg, lequel, ayant commandé l'œuvre, en possédait donc les droits.
C'est seulement le 14 décembre 1793 (à l'abbaye cistercienne de Neukloster à Wiener Neustadt) qu'a eu lieu la première exécution satisfaisant aux critères de la commande et respectant l'intention originale, à savoir célébrer l'obit de la défunte comtesse de Walsegg. Selon le récit d'un des musiciens présents, le comte de Walsegg a lui-même dirigé l'œuvre, se servant d'une copie de la partition sur laquelle il s'était fait inscrire en tant qu'auteur — méthode qu'il employait apparemment fréquemment (ce qui expliquerait aussi la commande anonyme). Une autre exécution a eu lieu le 14 février 1794, lors du troisième anniversaire de la mort de la comtesse de Walsegg, à l'église de Maria Schutz (de), au pied du col du Semmering (commune de Schottwien, en Basse-Autriche).
La réputation de l'œuvre se répandit au-delà de Vienne et de Wiener Neustadt grâce à un concert donné au Gewandhaus de Leipzig, le 20 avril 1796, sous la direction de Johann Gottfried Schicht, futur cantor de l'église Saint-Thomas. L'annonce du concert a pu être conservée, de sorte que certains détails en sont connus. À la suite du Requiem, d'une durée d'environ une heure, étaient prévues d'autres œuvres de Mozart avec deux interprètes : Constance Mozart (chant) et August Eberhard Müller (orgue). Müller devint plus tard le rédacteur de l'impression originale de la partition.
Il faudra attendre le 21 décembre 1804 (30 frimaire an 13), pour que l'œuvre soit donnée par le Conservatoire de musique à Paris, dans une version un peu différente, enregistrée en 2022 par le Label Palazzetto Bru Zane avec le Concert de la Loge et le chœur de chambre de Namur.

### Manuscrits
On trouve déjà une mention détaillée du Requiem dans la première biographie de Mozart, écrite par Franz Xaver Niemetschek et publiée en 1798. Le caractère fragmentaire de l'œuvre de même que la commande anonyme y sont abordés.
La maison d'édition Breitkopf & Härtel s'adressa à Constance Mozart au cours de l'année 1799 à propos de l'obtention du patrimoine de Mozart ainsi que de la possibilité d'éditer la partition du Requiem. Tandis que les négociations sur l'obtention du patrimoine échouèrent, celles sur l'édition de la partition eurent plus de succès — entre autres, grâce au fait que Constance Mozart ne disposait pas des droits sur l'œuvre. La maison d'édition, possédant déjà une copie de la partition, tenta d'obtenir des informations plus détaillées quant aux droits d'auteur, à l'auteur même de l'œuvre, ainsi qu'à l'existence de partitions exactes. Constance Mozart envoya à Breitkopf & Härtel sa copie de la partition afin qu'ils puissent ajuster la leur et leur conseilla de s'adresser à Süßmayr à propos des détails concernant l'achèvement de l'œuvre. Effectivement, Süßmayr explique, dans une lettre adressée à la maison d'édition datant de février 1800, pour l'essentiel de manière juste, son apport au Requiem. Il semble qu'il n'ait pas exigé que son nom soit mentionné, car peu après Breitkopf & Härtel faisaient imprimer la première édition de la partition, ne mentionnant que Mozart comme auteur et ne laissant aucunement apparaître le caractère fragmentaire de l'œuvre.

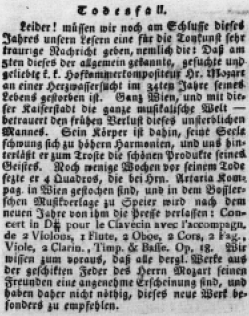
La nécrologie par Heinrich Philipp Bossler de Mozart dans la Musikalischen Korrespondenz der teutschen Filarmonischen Gesellschaft du 28 décembre 1791.

L'annonce publicitaire que la maison d'édition fit à propos de l'œuvre attira l'attention du comte Walsegg, qui sortit de son anonymat et imposa ses exigences à Constance Mozart, exigences qui, apparemment purent être réglées par compromis. À la suite de ses pressions, mais peut-être aussi dans l'intérêt de Constance Mozart — qui avait volontiers fourni et vendu la partition originale à l'éditeur Johann Anton André, acquéreur de la succession de Mozart — eut lieu à l'automne 1800 une rencontre mémorable au cabinet de notaire du Dr Johann Nepomuk Sortschan, qui agissait au nom de Walsegg. Tous les manuscrits importants y étaient présents : la  partition livrée au comte ; la partition de travail, qui autrefois était entre les mains de Constance Mozart ; puis un exemplaire de l'impression originale de Breitkopf & Härtel. Maximilian Stadler et Georg Nikolaus von Nissen (le second mari de Constance Mozart) représentaient la famille Mozart. Stadler avait organisé la succession de Mozart, il connaissait donc bien l'écriture de Mozart. Il est aussi probable qu'il ait participé à l'instrumentation de l'« offertoire » ; ce par quoi il lui échut de séparer les portions de Mozart de celles de Süßmayr. Ceci fut fait, entre autres, par l'exclusion des passages de la partition de travail n'étant pas de la plume de Mozart. Le notaire consigna le résultat de cette collation et la confidentialité fut convenue. Puis l'original retourna à son propriétaire.
On peut dire que c'est à partir de ce moment que le « Requiem de Mozart » put être considéré en tant qu'œuvre uniforme : l'aspect légal était clarifié, une édition de la partition était disponible sur le marché — bientôt suivie d'une réduction pour piano (éditée par Johann Anton André en 1801) et de partitions vocales (1812 à Vienne) (Mozart étant toujours nommé comme unique auteur) —, les représentations, les études de la partition et les critiques étaient maintenant possibles. D'un autre côté, l'apport de Süßmayr fut aussi connu du public, à la suite de la publication de sa lettre à Breitkopf & Härtel, mentionnée ci-dessus, dans l'Allgemeine musikalische Zeitung. Jusqu'en 1825, l'œuvre n'est pratiquement pas mentionnée publiquement.

### La querelle duRequiem
En 1825, Jacob Gottfried Weber, éditeur de Cäcilia – Zeitschrift für die musikalische Welt, publia un article intitulé « Sur l'authenticité du Requiem de Mozart », qui provoqua une controverse considérable. Non seulement rappelait-il le fait que Mozart n'était pas le seul auteur du Requiem et que jusque-là le public ne disposait d'aucun document prouvant la paternité de l'œuvre, mais il mettait aussi en doute l'idée que la partition publiée fût de Mozart, et soupçonnait que Süßmayr eût échafaudé le tout à partir d'ébauches. Il s'attira toutefois de grands ennuis en liant la question de l'authenticité à une évaluation esthétique. Ainsi décrivait-il les coloratures chromatiques du Kyrie comme un « gargouillis sauvage » et se prononçait-il très irrespectueusement à propos, entre autres, des abrupts contrastes du Confutatis — qu'il ne voulait pas attribuer sans preuve à Mozart.
L'attaque de Weber atteignit un auditoire étendu et déclencha de vives réactions. Ludwig van Beethoven nota les commentaires suivants, en marge de l'article, sur son exemplaire de Cäcilia : « Ô toi archi-bourrique » et « Ô toi double bourrique », de même, Carl Friedrich Zelter donna une opinion défavorable de Weber dans une lettre adressée à Goethe. Cependant Weber n'était pas le seul critique. Hans Georg Nägeli rejeta ainsi l'arrangement harmonique peu conventionnel du Kyrie : « Par une telle violation de l'affinité des tonalités... la fugue se transforme en cohue tonale barbare. ». Cela aboutit à un intense débat sur la question de l'authenticité et de l'évaluation esthétique de l'œuvre, qui se manifesta dans diverses revues (entre autres Cäcilia, l’Allgemeine Musikalische Zeitung et le Berliner Allgemeine Musikalische Zeitung). Sur la question de l'authenticité, c'est surtout la réponse de Maximilian Stadler qui fut significative. Il se référa à la rencontre de l'automne 1800 mentionnée ci-dessus, rendue ainsi publique pour la première fois, et fit référence au manuscrit de Mozart : « J'ai récemment eu cet original deux fois en main et l'ai examiné de près ». De plus il soutint tout d'abord que Mozart « choisissait le grand Haendel comme modèle pour les choses sérieuses se rapportant au chant », et fit remarquer que l’Anthem for the Funeral of Queen Caroline (« Motet pour les funérailles de la reine Caroline ») avait pu servir de modèle pour le premier texte chanté dans le Requiem. Ceci ne fit qu'apporter de l'eau au moulin de Weber, lequel par sa réponse publiée dans Cäcilia soutint que le Requiem et le Kyrie ne devaient être considérés que comme des esquisses de Mozart d'après Haendel, puisqu'il refusait d'attribuer un plagiat à Mozart. Il est probable que Weber voulut substituer à l'utilisation libre de modèles que faisait Mozart une notion de conception originale qui ne correspondait pas à la réalité[citation nécessaire].
Tout de même, l'attaque de Weber fit en sorte que, dans les années qui suivirent, les manuscrits de Mozart furent mis en lumière. Tout d'abord, Johann Anton André put effectuer en 1827, une première Édition autorisée du Requiem d'après les manuscrits de Mozart et Süßmayr, puis deux années plus tard, une édition spéciale de la Séquence Dies irae et de l'Offertoire contenant la partition de Mozart. En 1829, Stadler vendit le manuscrit de la Séquence qu'il possédait à la Hofbibliothek de Vienne (aujourd'hui Bibliothèque nationale autrichienne), puis en 1833 cette même bibliothèque recevait d'Eybler les manuscrits des fragments du Lacrimosa et de l’Offertoire. Finalement, la bibliothèque acquit en 1838 la partition livrée au comte Walsegg, en sorte que — hormis l'ébauche de la fugue sur l’Amen mentionnée ci-dessus — tous les documents originaux étaient accessibles au public. Ils sous-tendent jusqu'à aujourd'hui la controverse persistante de la « vraie » forme du Requiem.

## Réception de l'œuvre
Malgré l'histoire complexe entourant son origine et sa publication, le Requiem est la première grande œuvre de musique sacrée de Mozart à être imprimée. Elle jouit d'une popularité constante à peine affectée par la conjoncture de sa réception. Les causes n'en sont pas purement musicales : les mythes et mystères autour de la mort de Mozart ont joué un bien grand rôle.

### Apport des mythes

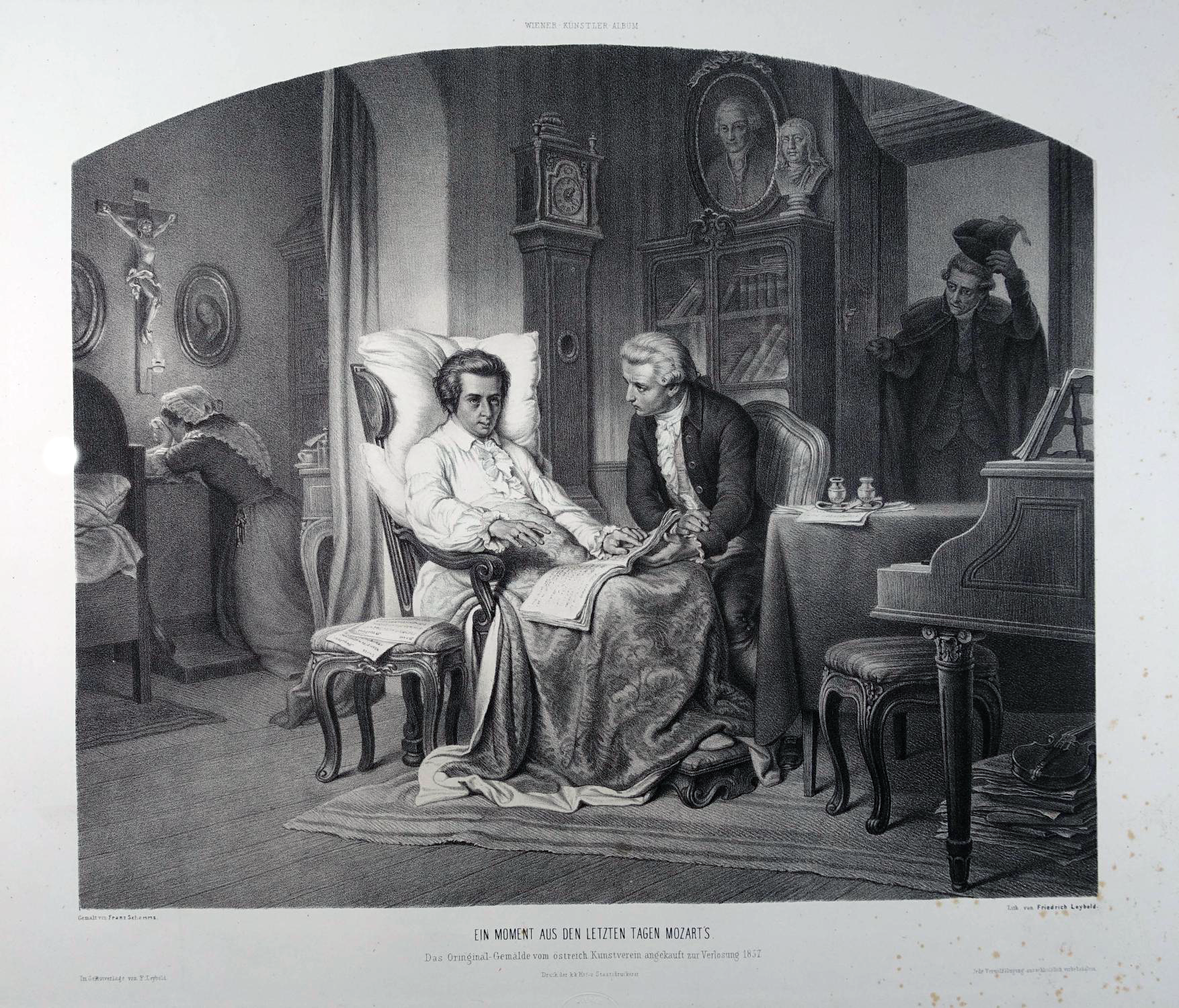
Les Derniers Jours de Mozart, lithographie de Friedrich Leybold de 1857 d'après une description de Franz Schramms.

Dès le départ, la réception du Requiem de Mozart a été entourée des légendes entourant sa création et le décès de Mozart. Un des premiers exemples est un article de Johann Friedrich Rochlitz paru dans l’Allgemeine musikalische Zeitung de 1798, donc avant la première impression de la partition. Rochlitz y dépeint un « messager gris » comme venant de l'au-delà. Mozart en aurait été tout à fait convaincu : « l'homme à l'air noble est un être insolite en contact étroit avec ce monde, ou bien même envoyé pour lui annoncer sa fin ». Il aurait alors travaillé sur l'œuvre jour et nuit, jusqu'à épuisement, puisqu'il croyait « travailler ce morceau pour ses propres funérailles ». Une telle intervention des forces de l'au-delà ne serait pas surprenante, « puisque se réalisait une œuvre aussi accomplie ». Le récit n'est basé que sur le peu d'informations fiables transmises par Constance Mozart et ne coïncide nullement avec le constat fait sur les documents autographes, qui, eux, ne laissent transparaître aucun signe de hâte.
Ce récit augmenta toutefois la curiosité que s'attira la dernière œuvre de Mozart et sera plus tard repris - davantage coloré, entre autres, par des rumeurs selon lesquelles Mozart aurait été victime d’un empoisonnement, possiblement commis par son concurrent Antonio Salieri (cf. Wolff 2001, p. 9). Cette légende joua un rôle central dans la réception de l'œuvre, depuis le début du XIXe siècle jusqu'à aujourd'hui, depuis le drame Mozart et Salieri d'Alexandre Pouchkine (que Nikolaï Rimski-Korsakov utilise comme modèle pour son opéra du même nom) jusqu'à Amadeus de Miloš Forman.
C'est aussi Rochlitz qui, dans un essai intitulé « Mozart et Raphaël » publié dans l’Allgemeine musikalische Zeitung, établit les bases d'un parallèle entre Mozart et le peintre italien de la Renaissance, Raphaël. Il devint courant, dans le courant du XIXe siècle, de qualifier Mozart de « Raphaël de la musique », de le dépeindre comme un compositeur serein, favori des dieux, qui ennoblissait tout ce qu'il touchait,. C'est dans le fil de cette tradition que le Requiem prend l'allure d'une sorte de Passion de Mozart, rappelant celle du Christ – autre conséquence d'un amalgame fait entre l'œuvre et une biographie chargée de fabuleux.

### Vers une «composition d'État»
L'œuvre devint précocement l'exemple type du « sublime » dans la musique. Du concert donné le 20 avril 1796 (mentionné plus haut), on peut retenir que le directeur de l'orchestre de la Musikübenden Gesellschaft, au Gewandhaus de Leipzig, Johann Adam Hiller, également maître de chapelle (« Kantor ») de l'église Saint-Thomas, portait l'œuvre dans une très haute estime — selon Gruber, parce qu'« elle correspondait le mieux au goût musical pathétique ». J. Adam Hiller avait noté les mots : « Opus summum viri summi » (« Œuvre suprême de l'homme suprême ») sur sa copie de la partition. Surtout il donna une version allemande du texte et remplit ainsi une condition importante permettant de faire passer l'œuvre du monde religieux (sinon liturgique), vers le monde profane, c'est-à-dire de l'église vers la salle de concert. Lorsqu'il donnait le Messie de Haendel, J. Adam Hiller menait vers l'emphase les grands chœurs rencontrés dans la partition, en augmentant leurs effectifs d'origine. Cela l'aidait à produire ensuite une impression de monumental. Il en fit autant dans son interprétation du Requiem de Mozart.
Dès le début du XIXe siècle, le Requiem devint aussi, dans les régions germanophones, et bientôt au-delà, une sorte de « composition d'État ». Il fut chanté à Berlin en 1800 par l'académie de chant pour les funérailles de son fondateur, Carl Friedrich Christian Fasch. L'écrivain allemand Jean Paul, présent ce-jour-là, décrivit la cérémonie et ce qu'il avait entendu, dans une lettre à Johann Gottfried von Herder : il y exalta la différence entre l'« orage mozartien » et le « chant du rossignol ». Le Requiem retentit en 1803 lors des funérailles solennelles de Friedrich Gottlieb Klopstock ; en 1808-1810 lors des fêtes annuelles au château de Ludwigslust, célébrées à la mémoire de la duchesse défunte Louise-Charlotte de Mecklembourg-Schwerin ; en 1812 à Vienne pour le dévoilement d'un monument à Heinrich Joseph von Collin et à Berlin lors des funérailles de la veuve du roi de Prusse ; en France et à Naples lors des funérailles d'un général français ; plus tard lors des funérailles officielles de Ludwig van Beethoven, Frédéric Chopin et de bien d'autres musiciens.

### Critique romantique: article innovateur d'E.T.A. Hoffmann
Les premiers romantiques, pour une grande part, appréciaient beaucoup la musique profane de Mozart et la plaçaient au rang d'une « religion de l'art ». Il n'en était cependant pas de même de sa musique sacrée, qui était critiquée au même titre que les messes de Joseph Haydn, à une époque où l'on admirait le style musical polyphonique et contrapuntique de Palestrina, maître de la chapelle Sixtine qui avait su, comme d'autres dans le troisième tiers du XVIe siècle, tenir compte des recommandations du concile de Trente. La musique sacrée de la période classique avait la réputation d'être trop profane, écrite dans un style d'opéra et virtuose, occultant ainsi le message religieux. Ludwig Tieck soutient, à travers un des personnages de son Phantasus, que la musique serait « le plus religieux » des arts et ne pourrait « être pathétique et faire prévaloir sa force et sa vertu, ou vouloir s'épanouir dans le désespoir ». La suite fait directement référence à Mozart et au Requiem : « Il faudrait que je n'aie aucun sentiment,… si je ne devais honorer et adorer le génie riche et profond de cet artiste, si je ne me sentais ébloui par ses œuvres. Seulement, on ne doit vouloir me faire écouter aucun Requiem de sa main, ou chercher à me convaincre que lui et la plupart des nouveaux puissent composer une musique vraiment religieuse. »
Les critiques de ce type jouèrent un grand rôle pendant l'époque romantique et plus tard, vers la fin du siècle, lors de la création du mouvement cécilien ; en effet, le Requiem est exempté de cette critique dans la plus importante discussion « romantique », à savoir dans l'article d'Ernst Theodor Amadeus Hoffmann paru dans l’Allgemeine musikalische Zeitung de 1814, intitulé « Ancienne et nouvelle musique sacrée ». Hoffmann y critique impitoyablement « le caractère doucereux et nauséeux » de la nouvelle musique sacrée et n'exempte pas les messes de Joseph Haydn et de Mozart, lesquelles ont de toutes manières été faites sur commande. Mozart aurait « toutefois ouvert son for intérieur dans une unique œuvre sacrée : et qui ne sera ému de la plus ardente prière, de la plus sainte extase, qui en émane ? Son Requiem est bien ce que les nouveaux temps de l'office religieux chrétien ont amené de plus grand. » La justification musicale est digne d'attention : Mozart s'abstenait d'utiliser les « figures colorées, parfois échevelées » et exubérantes, qui servent ailleurs si souvent d'agréments, et qui pourraient apparaître comme « du clinquant étincelant » dans une œuvre religieuse. Il concentrait aussi les nouvelles possibilités instrumentales du classicisme viennois vers la glorification du « pur sentiment religieux ». D'une manière révélatrice, Hoffmann ne critique que le Tuba mirum, le seul endroit qui permette, voire exige, un « éclat » de soliste, selon lui trop « aux allures d'oratorio ». Il y ajoute une remarque critiquant la pratique de représentations profanes et à caractère monumental : « Le Requiem joué dans une salle de concert n'est pas la même musique ; [c'est] la manifestation d'un saint au bal ! ».
L'article d'Hoffmann a eu un énorme impact sur la réception de l'œuvre et sera sans cesse cité, directement ou indirectement. On retrouve même chez Alfred Einstein une remarque selon laquelle le trombone solo du Tuba mirum donne l'impression de vouloir se produire, au lieu d'annoncer la fin des temps et de répandre la crainte du Jugement dernier – cela serait le moment le plus problématique dans les parties du Requiem dues à Mozart.
De nos jours, Nikolaus Harnoncourt juge le Requiem de Mozart comme étant « l'unique œuvre de Mozart à caractère autobiographique ».

### Entre musique commémorative et inspiration céleste
Il n'en reste pas moins que le Requiem continua d'être joué fréquemment lors de deuils ou de commémorations en tant que pièce représentative de la musique funèbre : il en a été ainsi, pour les funérailles de Napoléon Bonaparte à l'occasion de la « panthéonisation » de son corps transféré à l'hôtel des Invalides, puis au 100e anniversaire de la mort de Mozart, à la cathédrale Saint-Rupert de Salzbourg en 1891. Et même plus tard, dans une Union soviétique récemment fondée : son Requiem fut joué le 1er mai 1918 pour les « Martyrs de la Révolution » au palais d'Hiver de Saint-Pétersbourg, puis peu après pour le 100e anniversaire de Karl Marx et pour le 1er anniversaire de la Révolution d'Octobre. Fait notable, en 1834, à la représentation parisienne de l'opéra Don Giovanni (Don Juan), de Mozart, le sextuor final (chanté après la descente aux enfers du principal protagoniste) qui était considéré comme trop profane et donc souvent omis, fut remplacé par des passages du Requiem. Tandis que les opéras de Mozart se raréfiaient dans les salles européennes (à partir de 1870, environ), le Requiem, lui, continuait à être joué – lors d'« occasions appropriées ». Cependant ce rituel n'échappait pas à la critique : George Bernard Shaw, un grand admirateur de Mozart, raillait l'« esprit de mélancolie dévote » qui s'incarnait dans le choix des œuvres lors de telles cérémonies. Et en 1915, Karl Kraus écrivit son poème À la vue d'une étrange affiche. Celle-ci, en effet, annonçait une représentation du Requiem à des fins de bienfaisance, alors que l'idée directrice qui s'y exprimait (partie prenante de l'élan patriotique) ne voyait que des mortiers, jusque dans le dessin d'une fenêtre d'église sur l'affiche. Kraus opposait la « musique céleste » de Mozart à la propagande qui l'accompagnait. Il faisait contraster le Requiem de Mozart avec le « Requiem » européen : la Première Guerre mondiale.
L'enregistrement sur disque du Requiem, à l'époque hitlérienne — 1941 — (par Bruno Kittel dirigeant l'Orchestre philharmonique de Berlin), pour le 150e anniversaire de la mort de Mozart, est un exemple extrême de l'accaparement étatique de l'œuvre, tel que l'avait critiqué Kraus. Ici, tous les éléments révélant trop clairement les origines juives de la chrétienté ont été retirés du texte, par le régime nazi. On trouve donc « Te decet hymnus, Deus in cœlis » au lieu de « Deus in Sion » (c'est-à-dire « Dieu dans les cieux » au lieu de « Dieu de Sion ») et « hic in terra » (« ici sur terre ») au lieu de « in Jerusalem » (« à Jérusalem ») ; « Quam olim Abrahae promisisti » (« Que tu as promise jadis à Abraham ») devient « Quam olim homini promisisti » (« Que tu as promise jadis à l'homme »).
Après la Deuxième Guerre mondiale, des théologiens allemands de confessions luthérienne et catholique, tels que Karl Barth et Hans Küng, s'attachèrent à développer l'idée qu'il était possible de détecter, dans l'œuvre de Mozart, « les traces de la transcendance » de même qu'« un accès unique et direct du bon Dieu à cet homme ». Ils apportaient ainsi une vision qui n'était en rien soumise aux différents pouvoirs terrestres,.

## Impacts

### La commande de l’œuvre
Quelques légendes planent sur cette œuvre. Les études récentes ont montré que le Requiem a été composé à la demande du comte Franz de Walsegg, pour le premier anniversaire de la mort de sa femme décédée à l'âge de 21 ans le 14 février 1791 (ce personnage avait l'habitude de commander des œuvres à d'autres compositeurs afin de les faire passer pour siennes). Voulant garder cette commande discrète, il a dépêché un intermédiaire pour traiter avec Mozart. Plongé dans l'écriture de La Flûte enchantée ainsi que de La Clémence de Titus entre autres, Mozart commence le Requiem. Le compositeur crée la majeure partie de ce Requiem alité, car alors très diminué physiquement. Le 4 décembre 1791, il profite d'une amélioration passagère de son état afin d'interpréter avec ses amis les parties déjà composées du Requiem. Son état s'aggrave brutalement dans la soirée du 4, malgré la présence de deux des meilleurs médecins de Vienne. Il meurt le 5 décembre vers une heure du matin. Constance, la femme de Mozart, demande à Joseph Eybler (compositeur et élève apprécié de Mozart) de terminer l'œuvre, ceci afin de toucher la somme promise pour la fin du travail, par le comte Franz de Walsegg et, d’autre part, pour honorer les derniers souhaits de son défunt mari. Courant 1792 Constance demande le même travail d'achèvement à d'autres élèves, principalement à Franz Josef Freystädtler et Franz Xaver Süßmayr. C'est ce dernier qui achèvera le premier travail de Joseph Eybler et recopiera la majeure partie du Requiem.

### Requiem de Rio
Le 19 décembre 1819, le musicien viennois Sigismond von Neukomm en mission diplomatique (entre 1816 et 1821)  à Rio de Janeiro fit donner le Requiem de Mozart pour un concert de la fête de sainte Cécile. Il s'agissait des commémorations annuelles en mémoire des musiciens décédés dans l'année. Mais l'œuvre n'avait pas de Libera me et ne pouvait convenir pour une cérémonie religieuse. Il écrivit donc en 1821 un Libera me pour compléter l'œuvre. « J'y joins un Libera que j'ai fait pour être exécuté après le Requiem de Mozart conformément au rite de l'Eglise catholique » écrit le compositeur au secrétaire perpétuel de l'Académie royale de musique de Stockholm, M. Pehr Frigel, le 1er décembre 1822. Neukomm composa donc un Libera me pour chœur et orchestre (sans solistes). La version intégrale de « Neukomm » n'a été donnée qu'une seule fois à Rio de Janeiro puis oubliée.
L'instrumentation s'inspire de celle de Mozart et cite les versets Dies illa et Requiem,. La partition porte des indications métronomiques, détail intéressant, puisque le métronome fut inventé en 1812, quelque vingt ans après la mort de Mozart. Ce dernier n'a donc pu fournir d'information de cette nature sur sa partition. Cependant, Neukomm avait entendu une des premières interprétations du Requiem à Vienne par des musiciens qui avaient connu Mozart. Une telle interprétation a pu être donnée au tempo souhaité par Mozart lui-même et ainsi transmise à Neukomm. Les indications métronomiques portées sur la partition du Libera me pourraient donc spécifier les tempos désirés à l'exécution des diverses séquences du Requiem.
En première mondiale depuis cette époque, deux exécutions du Requiem, conclues par le Libera me de Neukomm, ont eu lieu en novembre 2005 (le 19 pour la première) à Sarrebourg, en Moselle. Sous la direction de Jean-Claude Malgoire, dirigeant l'orchestre La Grande Écurie et la Chambre du Roy et l'ensemble vocal dénommé la Kantorei Saarlouis (de Sarrelouis, Allemagne), un enregistrement du second concert a servi de support à la création du premier CD du Requiem prétendument « intégral ». L'œuvre a encore été donnée le 10 mars 2006 à Liévin, lors de la commémoration de la catastrophe de Courrières, et en mai 2006 à Lyon par le Chœur de l'école normale supérieure de Lyon. Enfin, l’œuvre complète a été exécutée une dernière fois à La Chapelle Royale de Versailles en Juin 2018, interprétée par les Petits Chanteurs de Sainte-Croix de Neuilly et La Grande Écurie et la Chambre du Roy, dirigée par François Polgar en l'honneur de Jean-Claude Malgoire qui avait redécouvert l'œuvre, qui devait la diriger mais décédé deux mois plus tôt.
La partition du Libera me a été éditée par l'éditeur lyonnais Symétrie, à partir de la copie autographe conservée à Stockholm dans le fonds Neukomm de la Bibliothèque nationale de France. Une copie d'origine est conservée à Paris et deux autres au Brésil. L'une de la main d'un copiste de Rio de Janeiro ; l'autre est plus tardive (1871). Il semble que Neukomm ait rapporté en Europe la quasi-totalité des partitions qu'il composa à Rio de Janeiro.
La partition est constituée de six sections : 
- Libera, Allegro, non troppo ( = 92), en ré mineur, 43 mesures à 
 ;
- Tremens factus sum ego, Largo ( = 66), en sol mineur, 8 mesures à  ;
- Quando coeli movendi sunt, Allegro ( = 104), en fa majeur, 23 mesures à 
 ;
- Dies illa, Allegro ( = 120), en sol mineur, 27 mesures à  (citation du Dies Irae de Mozart mais avec le texte Dies illa, dies irae, calamitatis et miseriae) ;
- Requiem, Adagio ( = 80), en ré mineur, 15 mesures à  (citation de l’Introit de Mozart) ;
- Libera, Allegro, non tropo ( = 92), ré mineur, 42 mesures à 
.

## Versions complétées
Par version complétée on entend les ajouts instrumentaux et vocaux des parties manquantes du Requiem de la main propre de Mozart.
Franz Xaver Süßmayr (1792) : première version complétée. Probablement basée sur les indications orales et/ou écrites du compositeur, ainsi que sur les tentatives de reconstruire l'œuvre de Josef Eybler et Franz Josef Freystädtler. La version contient des erreurs de langage musical.
Marius Flothuis (1941) : version initialement élaborée par l'assistant du directeur artistique du Concertgebouw Marius Flothuis pour le chef Eduard van Beinum. La version se réfère principalement à la version de Süßmayr, mais contient des modifications des parties des trombones et corrige les fautes rencontrées dans le langage musical.
Franz Beyer (1971) : corrige les fautes de la version initiale (instrumentation) et fait une légère extension de l’Hosanna.
Richard Maunder (1986) : la version de R. Maunder essaye d'effacer toute trace de Süßmayr (omission donc du Sanctus et du Benedictus) en restaurant l’Amen fugué voulu par Mozart, dont l'esquisse est retrouvée en 1963 à la Bibliothèque d'État de Berlin (Staatsbibliothek zu Berlin) par le musicologue et spécialiste de Mozart, Wolfgang Plath. Elle est enregistrée par Christopher Hogwood.
H. C. Robbins Landon (1993) publié chez Breitkopf & Härtel. Elle intègre la partition de la main de Mozart et les ajouts de Eybler, Freystädtler et Süßmayr, avec quelques ajouts mineurs de l'éditeur dans la Sequence. Elle a été enregistrée par Bruno Weil pour Sony, en 1999.
Robert D. Levin (1995) : la version présente une autre restauration de l’Amen, des corrections dans les parties de trombones et dans le langage musical, ainsi qu'une extension de l’Hosanna. En plus d'être prolongée, la transition du Benedictus vers la fugue Hosanna est réécrite afin de garder la cohérence de tonalité. Le Lacrimosa est réécrit dans ses dernières mesures afin d'annoncer l’Amen. L’Agnus Dei comporte des modifications de mélodie et de tonalité à certains endroits.

## Discographie (sélection)
| Année | Chef                      | Orchestre                                                               | Interprètes                                                                                   | Label                                |
| ----- | ------------------------- | ----------------------------------------------------------------------- | --------------------------------------------------------------------------------------------- | ------------------------------------ |
| 1950  | Joseph Krips              | Wiener Hofmusikkapelle (en), Wiener Philarmoniker                       | Werner Pech (soprano), Hans Breischopf (alto), Walther Ludwig (ténor), Harald Proglof (basse) | Decca Records Eloquence 4826530      |
| 1950  | Arturo Toscanini          | Corale de Robert Shaw, Orchestre symphonique de la NBC                  | Herva Nelli, Jean Madeira, Jan Peerce, George London                                          | RCA Victor                           |
| 1956  | Bruno Walter              | Chœur de Westminster (en), Orchestre philharmonique de New York         | Irmgard Seefried, Jennie Tourel, Léopold Simoneau, William Warfield (en)                      | Philips (Bnf)                        |
| 1961  | Karl Richter              | Münchener Bach-Chor & Orchester                                         | Maria Stader, Hertha Töpper, William Warfield (en), Karl-Christian Kohn (en)                  | Teldec (OCLC 36703945)               |
| 1966  | Wolfgang Gönnenwein       | Süddeutscher Madrigalchor, Consortium Musicum                           | Teresa Żylis-Gara, Oralia Dominguez, Peter Schreier, Franz Crass                              | EMI (OCLC 28906158)                  |
| 1967  | Colin Davis               | John Alldis Choir et Orchestre symphonique de la BBC                    | Helen Donath, Yvonne Minton, Ryland Davies, Gerd Nienstedt                                    | Philips (OCLC 702450864)             |
| 1968  | Rafael Frühbeck de Burgos | New Philharmonia Orchestra & Chorus                                     | Edith Mathis, Grace Bumbry, George Shirley, Marius Rintzler                                   | EMI (OCLC 225961364)                 |
| 1971  | Karl Böhm                 | Orchestre philharmonique de Vienne                                      | Edith Mathis, Julia Hamari, Wiesław Ochman, Karl Ridderbusch                                  | Deutsche Grammophon (OCLC 829057106) |
| 1975  | Michel Corboz             | Chœur et Orchestre de la Fondation Gulbenkian                           | Elly Ameling, Louis Devos, Barbara Scherler (en), Roger Soyer                                 | Erato (OCLC 21856767)                |
| 1975  | Herbert von Karajan       | Wiener Singverein, Orchestre philharmonique de Berlin                   | Anna Tomowa-Sintow, Agnes Baltsa, Werner Krenn (en), José van Dam                             | Deutsche Grammophon (OCLC 256472418) |
| 1979  | Helmuth Rilling           | Gächinger Kantorei Stuttgart, Bach-Collegium Stuttgart                  | Arleen Auger, Carolyn Watkinson (en), Siegfried Jerusalem, Siegmund Nimsgern                  | CBS / Sony (OCLC 49882269)           |
| 1982  | Nikolaus Harnoncourt      | Concentus Musicus Wien                                                  | Rachel Yakar, Ortrun Wenkel, Kurt Equiluz, Robert Holl (en)                                   | Teldec (OCLC 611949740)              |
| 1984  | Christopher Hogwood       | The Academy of Ancient Music                                            | Emma Kirkby, Carolyn Watkinson, Anthony Rolfe Johnson, David Thomas                           | L'Oiseau-Lyre/Decca (OCLC 892892828) |
| 1985  | Daniel Barenboim          | Chœur et orchestre de l'Opéra de Paris                                  | Kathleen Battle, Ann Murray, David Rendall, Matti Salminen                                    | EMI Classics (OCLC 70463544)         |
| 1987  | John Eliot Gardiner       | Monteverdi Choir, English Baroque Soloists                              | Barbara Bonney, Anne Sofie von Otter, Hans Peter Blochwitz, Willard White                     | Philips Classics (OCLC 17744458)     |
| 1989  | Leonard Bernstein         | Orchestre symphonique de la Radiodiffusion bavaroise                    | Marie McLaughlin (en), Maria Ewing, Jerry Hadley, Cornelius Hauptmann (en)                    | Deutsche Grammophon (OCLC 26753822)  |
| 1989  | Ton Koopman               | Amsterdam Baroque Orchestra                                             | Barbara Schlick ; Carolyn Watkinson ; Christoph Prégardien ; Harry van der Kamp               | Erato (OCLC 42803866)                |
| 1990  | Cristian Mandeal          | Orchestre philharmonique George-Enescu                                  | Felicia Filip (en), Carmen Oprişanu, Ionel Voineag, Gheorghe Roşu                             | Electrecord                          |
| 1991  | Neville Marriner          | Academy of St Martin in the Fields                                      | Sylvia McNair, Carolyn Watkinson, Francisco Araiza, Robert Lloyd                              | Philips Classics (OCLC 795767511)    |
| 1992  | Jordi Savall              | Capella Reial de Catalunya, Le Concert des Nations                      | Montserrat Figueras, Claudia Schubert (en), Gerd Türk, Stephan Schreckenberger (en)           | Auvidis Fontalis (OCLC 40639250)     |
| 1995  | William Christie          | Les Arts florissants                                                    | Anna Maria Panzarella, Nathalie Stutzmann, Christoph Prégardien, Nathan Berg (en)             | Erato (OCLC 1296982750)              |
| 1995  | Sergiu Celibidache        | Chœur philharmonique de Munich et Orchestre philharmonique de Munich    | Caroline Petrig, Christel Borchers, Peter Straka, Matthias Hölle                              | EMI Classics (OCLC 779474966)        |
| 1997  | Philippe Herreweghe       | La Chapelle royale, Collegium Vocale Gent, Orchestre des Champs-Élysées | Sibylla Rubens (en), Annette Markert (en), Ian Bostridge, Hanno Müller-Brachmann              | Harmonia Mundi (OCLC 123080810)      |
| 1999  | Claudio Abbado            | Chœur de la radio suédoise et Orchestre philharmonique de Berlin        | Karita Mattila, Sara Mingardo, Michael Schade (en), Bryn Terfel                               | Deutsche Grammophon (OCLC 43190743)  |
| 2006  | Christian Thielemann      | Chœur de la radio bavaroise et Orchestre philharmonique de Munich       | Sibylla Rubens, Lioba Braun, Steve Davislim, Georg Zeppenfeld                                 | Deutsche Grammophon (OCLC 762810818) |

## Utilisations dans la culture
- Utilisation du requiem dans le film Théorème (1968) de Pasolini, pour signifier la déchéance de la famille bourgeoise.
- 1984 : le Requiem est utilisé dans le film Amadeus, une adaptation libre de la pièce Mozart et Salieri (1830).
- 1996 : le Lacrimosa peut être entendu au début du film Peur primale.
- 2008 : le Lacrimosa est entendu dans la cinématique d'introduction de Tomb Raider: Underworld, alors qu'on assiste au ralenti et en sens inversé à l'explosion du manoir Croft.
- 2008 : le Lacrimosa est entendu vers la fin de l'act 2 de la comédie musicale française Mozart l'Opéra Rock.
- 2011 : le Lacrimosa est le fond sonore de la publicité pour le parfum Opium de Yves Saint Laurent[45].
- 2011 : dans l'anime Hunter x Hunter, le Lacrimosa est repris dans la bande originale.
- 2016 : le Dies Irae a été repris pour la chanson "Honoo no Requiem" dans l'anime ClassicaLoid.
- 2017 : le jeu mobile Fate/Grand Order joue le Dies Irae joué par Antonio Salieri lors d'un combat contre Ivan le Terrible dans la singularité "Anastasia".
- 2019 : le Lacrimosa est utilisé en plusieurs occasions dans la série Watchmen[46].
- 2021 : dans la série sud-coréenne Vincenzo (2021), le Lacrimosa est joué à plusieurs reprises.